# Albrecht Dürer
Albrecht Dürer (AFI: [ˈʔalbʁɛçt ˈdyːʁɐ]), in italiano arcaico noto anche come Alberto Duro o Durero, (Norimberga, 21 maggio 1471 – Norimberga, 6 aprile 1528) è stato un pittore, incisore, matematico e trattatista tedesco.
Tra gli artisti maggiori del XVI secolo, viene considerato il massimo esponente della pittura tedesca rinascimentale. A Venezia l'artista entrò in contatto con ambienti neoplatonici. Si presume che tali ambienti abbiano sollevato il suo carattere verso l'aggregazione esoterica. Classico esempio è l'opera dal titolo Melencolia I, realizzata nel 1514, in cui sono presenti evidenti simbologie ermetiche.
Dürer, pittore e incisore tedesco (Norimberga), conobbe e ammirò l'arte italiana. Nelle sue opere combinò la prospettiva e le proporzioni rinascimentali con il gusto tipicamente nordico per il realismo dei dettagli.
I volti, i corpi e gli abiti dei suoi personaggi sono raffigurati con minuziosi particolari, gli ambienti sono descritti in maniera realistica e gli spazi sono chiari e ordinati grazie a una precisa griglia prospettica.

## Biografia

### Origini
Albrecht Dürer nacque nell'allora Città libera imperiale di Norimberga, oggi compresa nel land tedesco della Baviera, il 21 maggio del 1471, terzogenito dei diciotto figli dell'incisore ungherese Albrecht Dürer, chiamato appunto "il Vecchio" per poterlo distinguere poi dal figlio, e della sua consorte norimberghese Barbara Holper. Dei fratelli e sorelle, solo altri due maschi raggiunsero l'età matura: Endres e Hans, che fu pure pittore alla corte di Sigismondo I Jagellone a Cracovia.
Il padre, seppur nato e cresciuto nell'allora Regno d'Ungheria, era però d'etnia e madrelingua tedesca, in quanto la sua stessa famiglia era d'origine sassone e risultava trapiantata in Transilvania da qualche generazione; il nonno di Dürer, Anton, era nato ad Ajtós in una famiglia di contadini e allevatori e s'era poi trasferito in giovane età a Gyula, non troppo distante da Gran Varadino (l'odierna Oradea, in Romania), e fu il primo artigiano della famiglia, seguito da Albrecht il Vecchio e da suo nipote Unger (cugino di Dürer).
Trasferitosi in giovane età in Germania per perseguire la propria carriera artigianale, Albrecht il Vecchio compare in una lista di archibugieri e arcieri della città di Norimberga già dall'età di diciassette anni; dopo poi alcuni viaggi di perfezionamento nelle Fiandre, si stabilì definitivamente a Norimberga, dove entrò in qualità d'apprendista nella bottega di Hieronymus Holper, del quale finì poi, ormai a quarant'anni, per sposarne la figlia appena quindicenne Barbara. Il matrimonio, celebrato l'8 giugno del 1467, gli garantì l'accesso alla cittadinanza norimberghese e, dopo il versamento di una somma di dieci fiorini, la qualifica di "maestro", che di fatto gli apriva le porte nel mondo chiuso e ricco di privilegi delle corporazioni locali. Stimato e benestante, ma non ricco, Albrecht il Vecchio morì il 20 settembre del 1502: dopo due soli anni la vedova si trovava già in condizioni di totale indigenza e venne presa a carico dal figlio Albrecht.
Esistono due ritratti del padre di Dürer, uno agli Uffizi di Firenze e uno alla National Gallery di Londra, oltre a un disegno a punta d'argento generalmente ritenuto autografo; della madre resta una tavola a Norimberga e un disegno a carboncino fatto nel 1514, quando la donna aveva 63 anni.

### Alla bottega paterna

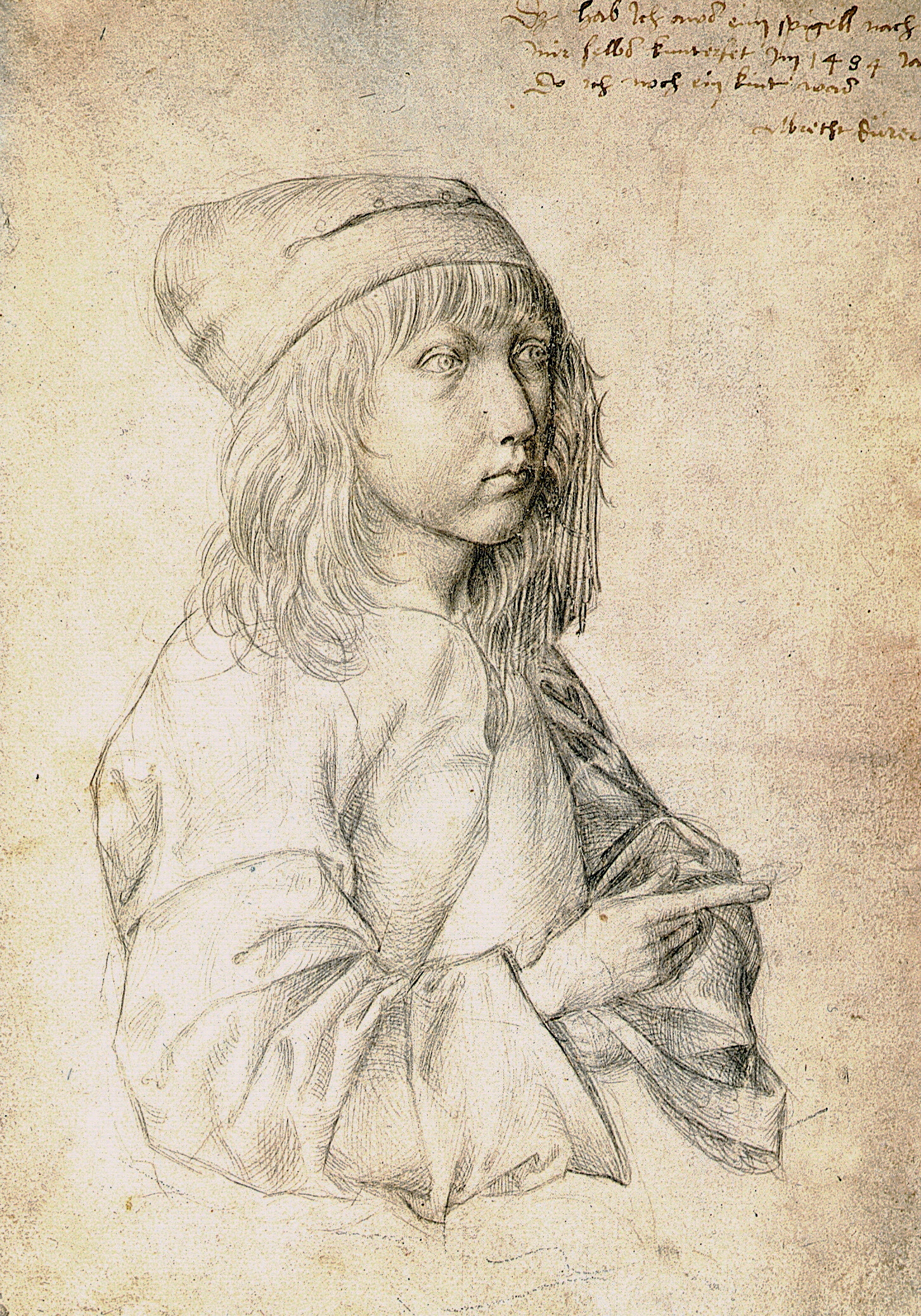
Autoritratto a tredici anni

Il giovane Dürer frequentò per alcuni anni la scuola e, rivelandosi dotato di talento fin da ragazzo, entrò come praticante nella bottega del padre, come in seguito il fratello minore Endres che proseguì la tradizione artigianale familiare nel campo dell'oreficeria. In quel periodo Dürer dovette familiarizzare con le tecniche di incisione sui metalli, che più avanti mise a frutto nei suoi celebri lavori a bulino e acquaforte. Inoltre il padre dovette trasmettergli il culto per i grandi maestri fiamminghi, come Jan van Eyck e Rogier van der Weyden.
La prima testimonianza del suo eccezionale talento è l'autoritratto del 1484, un disegno a punta d'argento conservato al museo Albertina di Vienna. Quest'opera, realizzata allo specchio quando Dürer aveva solo tredici anni, non è certo priva di errori, anche perché la difficile tecnica non permetteva ripensamenti. Ciononostante è considerata il primo autoritratto dell'arte europea che si presenti come autonomo, cioè come opera a sé stante.

### Alla bottega di Wolgemut
All'età di sedici anni, quando aveva appena concluso il tirocinio, dichiarò al padre che avrebbe preferito diventare pittore. Non essendo possibile fargli fare il praticantato nella lontana Colmar, presso Martin Schongauer conosciuto e stimato in tutta Europa come pittore e incisore su rame, il padre lo mise a bottega a due passi da casa, presso Michael Wolgemut, il maggiore pittore e xilografo attivo in quegli anni a Norimberga. Wolgemut era il continuatore di Hans Peydenwurff (oltre ad ereditarne la bottega ne aveva sposato anche la vedova), il cui stile, filtrato, lasciò tracce anche nella produzione giovanile di Dürer. Altri maestri che ebbero influenza sul giovane artista furono Martin Schongauer, il misterioso Maestro del Libro di casa, forse olandese, autore di una famosa serie di puntesecche.
Nella bottega di Wolgemut, attiva per la ricca società locale e di altre città della Germania, si copiavano le stampe di maestri renani, i disegni e le incisioni italiani, si creavano altari scolpiti e dipinti e si praticava su larga scala la xilografia, soprattutto per l'illustrazione di testi a stampa, allora già molto richiesti.
Di quel periodo Dürer serbò un buon ricordo; più di vent'anni dopo, nel 1516, dipinse un ritratto del suo maestro, tre anni prima della sua morte, in cui traspare l'antico rispetto e la simpatia verso la sua figura umana.

### Primi spostamenti

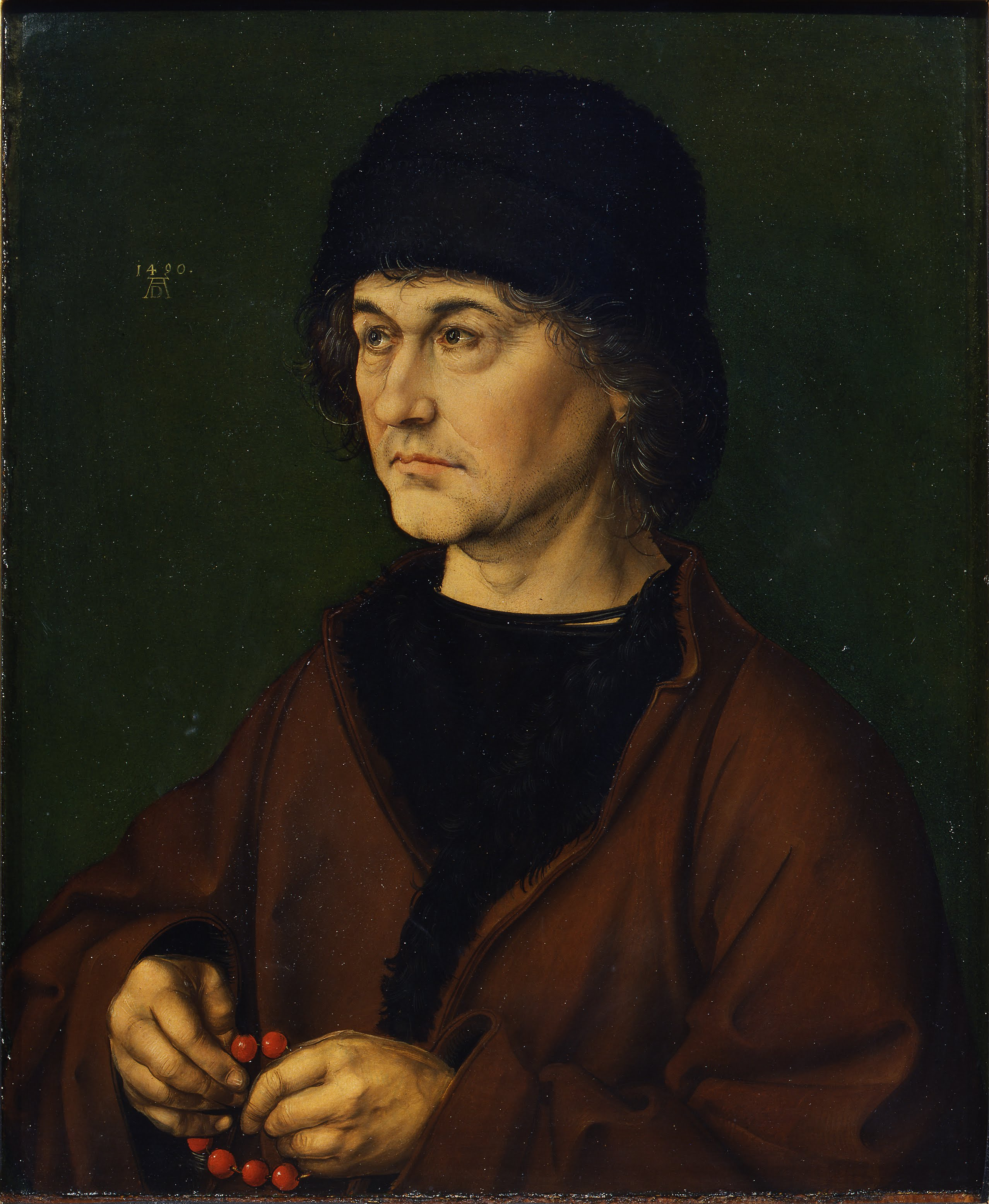
Ritratto di Albrecht Dürer il Vecchio (1490 circa)

Nella primavera del 1490, il giovane Dürer iniziò a girare il mondo per approfondire le sue conoscenze. La prima opera pittorica conservata del giovane artista (forse è addirittura il suo saggio per l'esame finale dell'apprendistato) sono i due dipinti su tavola con i ritratti dei genitori, iniziati forse prima di partire. Il ritratto del padre si trova agli Uffizi, quello della madre venne riscoperto nel 1979 a Norimberga.
«Quando ebbi finito l'apprendistato, mio padre mi fece viaggiare. Rimasi assente quattro anni, finché mio padre mi richiamò. Partii dopo la Pasqua del 1490 e tornai a casa nel 1494, dopo la Pentecoste». Il lungo giro intrapreso dal giovane lo condusse prima al nord, oltre Colonia, probabilmente fino a Haarlem. Non poté spingersi a Gand e a Bruges, i centri più importanti della pittura fiamminga, per il diffondersi ovunque di guerre e sommosse. D'altronde il soggiorno di Dürer in questa regione si lascia individuare solo nelle opere posteriori, nelle quali si rispecchia a volte la singolarità iconografica della pittura locale, in particolare di Geertgen tot Sint Jans e Dieric Bouts.
Durante il viaggio è scontato che il giovane artista avesse dovuto lavorare per mantenersi, ed è probabile che fosse spinto a visitare quei centri dove era più facile trovare impiego nei campi in cui aveva familiarità. Le prime tappe dovettero dunque essere le città renane, dove esisteva una vivace attività di stampa di libri con illustrazioni xilografiche.
Di lì, dopo circa un anno e mezzo, si spostò verso sud, alla ricerca di Martin Schongauer, da cui avrebbe desiderato apprendere le raffinatezze della tecnica di incisione su rame. Ma quando Dürer giunse a Colmar, nel corso dell'anno 1492, lo stimato maestro era già morto da quasi un anno. I fratelli del defunto, il pittore Ludwig e gli orefici Kaspar e Paul Schongauer, l'accolsero amichevolmente e su loro consiglio il giovane pittore si diresse verso Basilea, dove viveva un loro altro fratello, l'orefice Georg Schoungauer.
Al periodo errabondo appartiene probabilmente il piccolo Cristo dolente.

### A Basilea

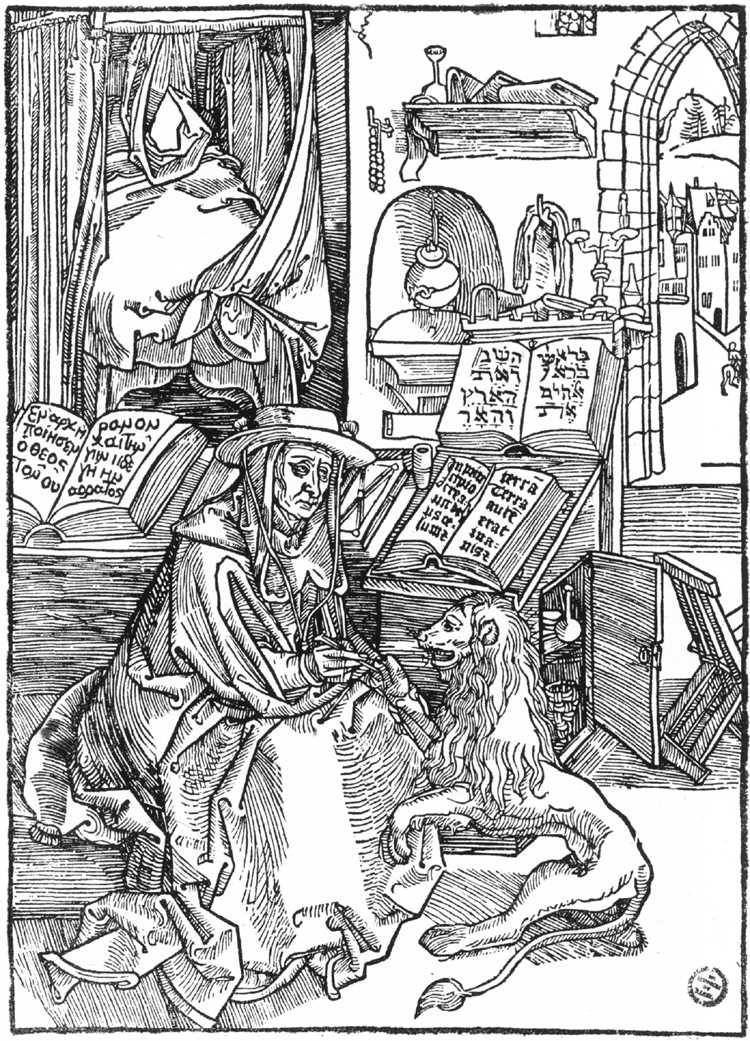
Frontespizio per le Lettere di san Girolamo, 1492

A Basilea lavorò per un periodo come illustratore, per eruditi e stampatori come Bergmann von Olpe e Johann Amerbach, introdotto negli ambienti editoriali probabilmente su raccomandazione del suo padrino, Anton Koberger, che gestiva a Norimberga la stamperia e casa editrice più grande d'Europa.
Tra le molte xilografie che disegnò in quel periodo, un primo saggio di prova fu il frontespizio per l'edizione delle Lettere di san Girolamo uscito l'8 agosto 1492 per i tipi di Nikolaus Kessler (il blocco originale, firmato dall'artista, si trova ancora a Basilea). L'opera, di grande minuzia, ha una resa differenziata delle superfici grazie a diversi tipi di tratteggio.
Ottenuta la fiducia degli stampatori locali, lavorò alle illustrazioni di due opere a contenuto moraleggiante, allora molto apprezzate, La nave dei folli, dell'umanista Sebastian Brant, apparso nel 1493, e Il cavaliere di Turn. Seguì un'altra serie di incisioni per illustrare le Commedie di Terenzio (poi non stampata, ma i cui blocchi di legno sono pressoché integri nel Museo di Basilea), in cui l'artista dimostrò già un'originalità, un'accuratezza ed un'efficacia narrativa nelle scene che lo ponevano a un livello decisamente superiore degli altri artisti attivi sulla piazza.
Anche l'Autoritratto con fiore d'eringio, conservato a Parigi e datato 1493, fu certo iniziato durante il soggiorno a Basilea. Nell'immagine, originariamente dipinta su pergamena, il giovane artista si mostra in abiti alla moda di colore ardesia, che creano un contrasto stimolante con il bordo rosso chiaro del berretto. Il simbolico fiore di eringio, un tipo di cardo, che regge con la mano destra, insieme con l'iscrizione collocata nella parte superiore del dipinto "My sach die i o tals es oben schtat" ("Le mie cose vanno come è deciso in alto"), indicano la sua fede in Cristo.

### A Strasburgo
Verso la fine del 1493 l'artista partì per Strasburgo, importante centro commerciale ed editoriale. Qui curò una xilografia per il frontespizio di un'edizione delle opere filosofiche di Jean Gerson, in cui lo scrittore è raffigurato come un pellegrino che, aiutandosi con un bastone e accompagnato da un cagnolino, si accinge ad attraversare un paesaggio accidentato, sullo sfondo di un'ampia vallata. La ricchezza della composizione e l'armonia generale dell'opera, sebbene l'intagliatore che fece la matrice non restituisse appieno il disegno dell'artista, dimostrano la veloce maturazione dello stile dell'artista, ormai avviato verso la realizzazione dei propri capolavori.
Forse a Strasburgo realizzò la Morte di san Domenico, per un convento femminile di Colmar.

### Rientro a Norimberga (1494)

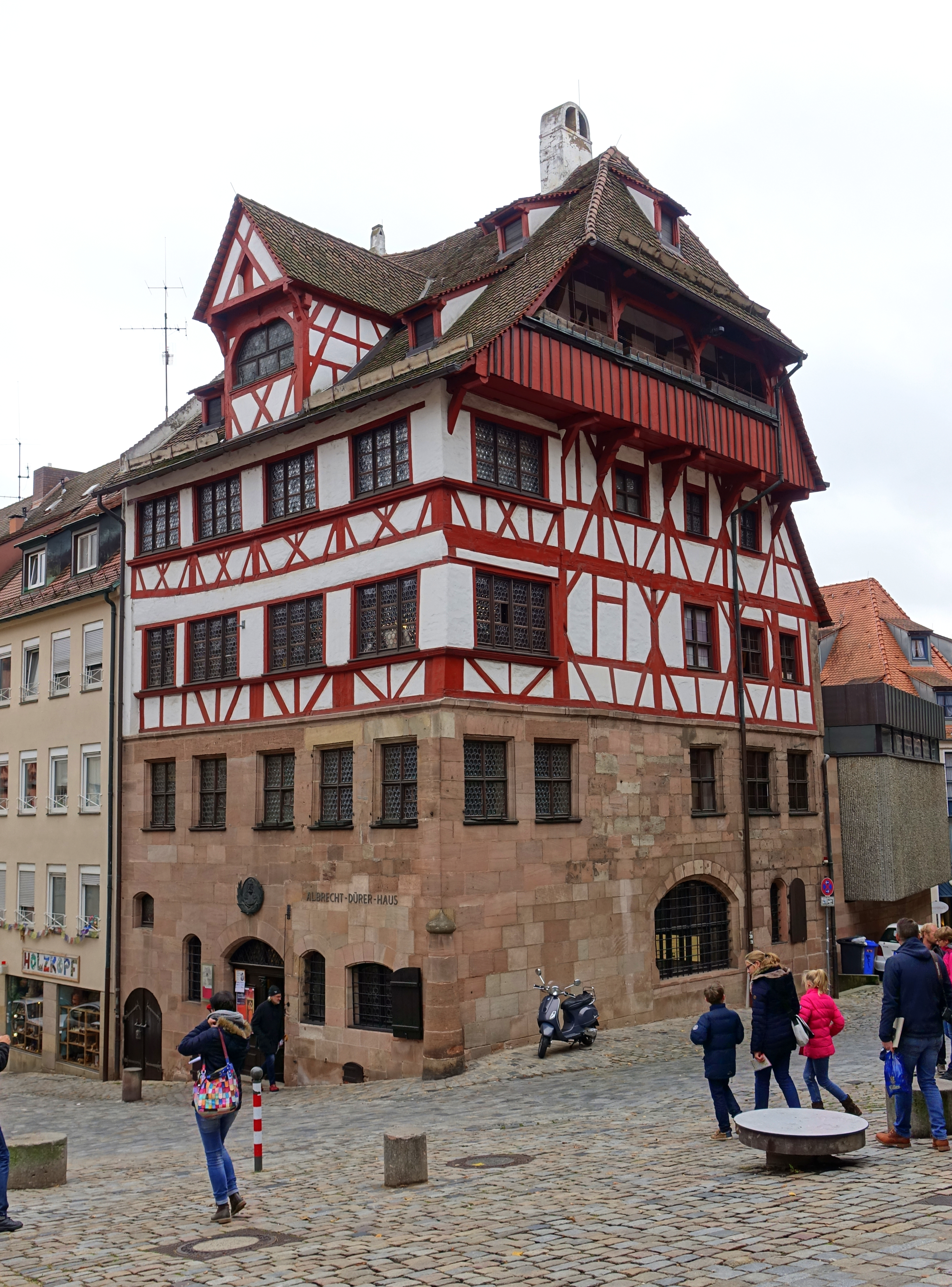
La casa di Dürer a Norimberga

Durante la Pasqua del 1494 il padre richiamò Dürer a Norimberga, per fargli sposare la donna che gli aveva destinato, Agnes Frey, figlia di un ramaio imparentato con i potenti della città. Il matrimonio fu celebrato il 7 luglio 1494, durante la festa di Pentecoste, e i giovani sposi andarono a vivere in casa di Albrecht. Le forti differenze culturali e di temperamento non resero il matrimonio felice. La donna sperava forse di condurre una vita agiata nella propria città accanto a un artigiano, mentre Dürer aveva altre aspirazioni, legate a viaggi e prospettive sempre nuove. A un periodo vicino al matrimonio risale il disegno che l'artista descrisse a margine "mein Agnes", la mia Agnese, in cui si vede la giovane sposa in atteggiamento pensoso, forse un po' caparbio, che nei ritratti futuri si trasformò in un aspetto di borghese soddisfatta, dalla sfumatura "lievemente maligna". La coppia non ebbe figli, come accadde anche ai due fratelli di Dürer, per cui la famiglia si estinse con la loro generazione. Willibald Pirckheimer, amico dell'artista, arrivò perfino ad imputare alla freddezza della moglie la morte prematura dell'artista. È stato inoltre ipotizzato da molti studiosi che Albrecht fosse bisessuale, se non omosessuale, per la ricorrenza nelle sue opere di temi omoerotici, nonché per l'intima natura della sua corrispondenza con alcuni amici molto stretti.

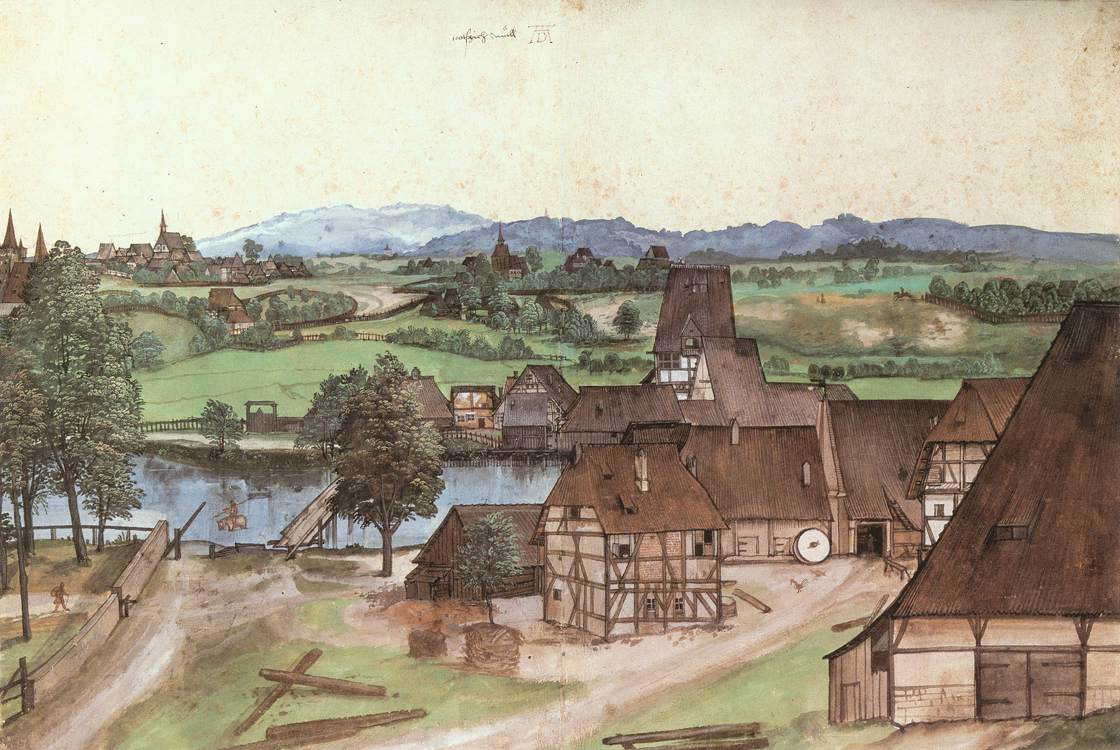
Il Mulino

Nei mesi estivi del 1494 percorse e disegnò gli immediati dintorni della sua città natale. Risultato di queste passeggiate sono una quantità di pitture ad acquerello, fra le quali il Mulino (Trotszich Mull). L'acquerello mostra un paesaggio a ovest di Norimberga, con il piccolo fiume Pegnitz, che scorre attraverso la città. Il disegnatore era in piedi sull'alta riva nord e guardava verso sud oltre il Pegnitz, dove l'orizzonte è segnato dalle cime delle montagne presso Schwabach. Gli alberi in primo piano a sinistra appartengono al parco delle Hallerwiesen. Le case con le travature a traliccio ai due lati del fiume, disegnate con estrema precisione, costituivano il nucleo del "quartiere industriale", poiché ospitavano delle botteghe in cui si lavorava il metallo servendosi del Pegnitz come fonte di energia. Così, per esempio, nelle case in primo piano a destra si trafilava il metallo con l'aiuto dell'energia idrica; un procedimento, sviluppato a Norimberga intorno al 1450, che ne aveva fatto il centro della lavorazione del metallo in Germania: tutto ciò che poteva essere realizzato in ferro o in rame, dagli aghi ai ditali agli strumenti di precisione apprezzati in tutta Europa, fino alle armature, ai cannoni e ai monumenti di bronzo, era prodotto qui.
Questo acquerello è una delle prime immagini dell'arte europea interamente dedicata al paesaggio, ma si colloca in una dimensione ancora medievale: infatti, le singole costruzioni e i gruppi di alberi non sono disegnati prospetticamente, ma gli uni sopra gli altri. Delle leggi di prospettiva il giovane Dürer, a quell'epoca, non aveva ancora sentito parlare.
Forse nello stesso periodo, Dürer intraprese le prime prove come incisore su rame. Più tardi negli anni avrebbe coniato il motto: "Un Buon pittore, dentro, è pieno di figure". Questa abbondanza di idee per le immagini costituì probabilmente il movente che l'avvicinò alla grafica: solo in questo campo, infatti, poteva dar forma alle proprie fantasie senza essere ostacolato dai desideri dei committenti. Dal momento che questa produzione libera da vincoli rappresentò per lui anche un successo finanziario, poi l'utile finì per unirsi al dilettevole.

### Il primo viaggio in Italia (1494-1495)
Probabilmente a Basilea, nella cerchia degli umanisti e degli editori, il giovane Dürer, intelligente e avido d'imparare, aveva sentito parlare per la prima volta del mondo intellettuale italiano e di quel clima culturale su cui, già da quasi un secolo, la riscoperta del mondo dell'antichità aveva influito in modo determinante, sia nella letteratura che nell'arte. Molti anni più tardi, Dürer avrebbe tradotto col termine tedesco "Wiedererwachung" il concetto di "Rinascimento" coniato a suo tempo da Francesco Petrarca. Ciò conferma che egli era pienamente cosciente dell'importanza di questo processo storico.

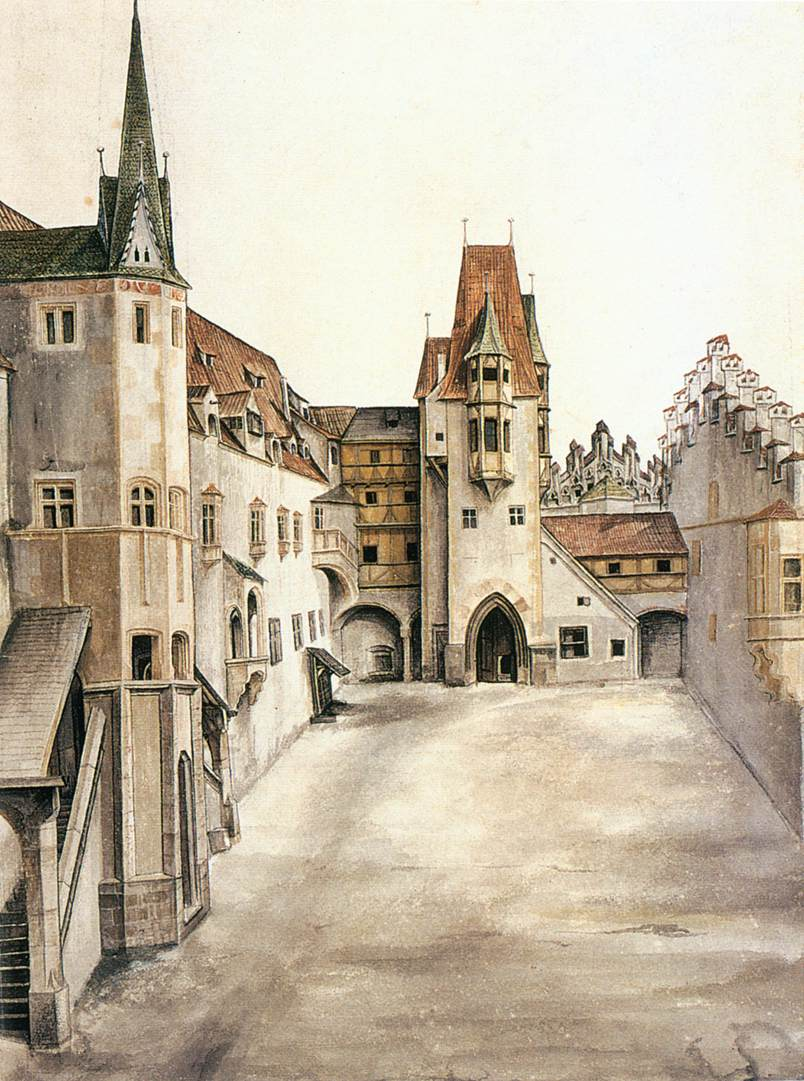
Cortile del castello di Innsbruck (1494), acquerello, Vienna, Albertina

Nella tarda estate del 1494, scoppiò a Norimberga una di quelle epidemie tanto comuni all'epoca, che generalmente venivano designate col nome di "peste". Il miglior sistema di difesa contro il contagio, il più sicuro tra quelli consigliati dai medici, era di abbandonare la regione colpita. Dürer colse l'occasione per andare a conoscere la "nuova arte" nella sua terra d'origine, non dandosi troppo pensiero di lasciare da sola la giovane moglie a casa. Partì così per Venezia, intraprendendo probabilmente il viaggio al seguito di un mercante di Norimberga.
Il cammino verso l'Italia settentrionale si può ripercorrere con una certa precisione seguendo i paesaggi ad acquerello che lo documentano. Attraversò il Tirolo e il Trentino. A Innsbruck, per esempio, realizzò un acquerello che raffigura il cortile del castello, la residenza preferita dell'imperatore Massimiliano I. Delle due vedute oggi conservate a Vienna, la più ragguardevole è quella con il cielo colorato che affascina per la precisa riproduzione dei dettagli delle costruzioni intorno alla corte, ma che presenta ancora errori prospettici.
Il primo viaggio in Italia è però avvolto in larga parte dal mistero. Si pensa che Dürer abbia visitato anche Padova, Mantova e forse Pavia, in cui l'amico Pirckheimer frequentava l'università. All'inizio del XX secolo alcuni studiosi arrivarono anche a dubitare dell'eventualità che questo viaggio fosse mai avvenuto, un'ipotesi provocatoria che non ha avuto seguito.

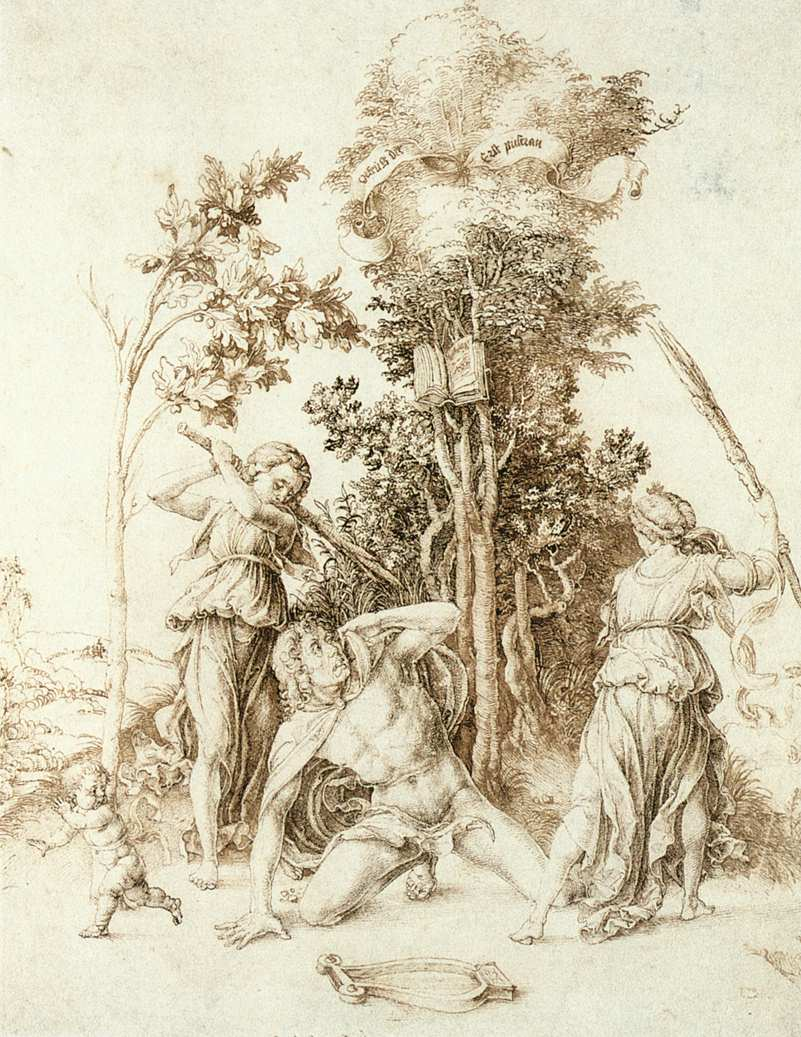
Morte di Orfeo, 1494, penna e argento su pergamena, Amburgo, Kunsthalle

A Venezia, Dürer avrebbe dovuto apprendere i principi dei metodi di costruzione prospettica. Ma sembra che ad attrarlo molto di più furono altre cose, come per esempio gli abiti delle donne veneziane, così insoliti per lui (mostrati dal disegno del 1495), oppure il soggetto per lui sconosciuto del Granchio di mare o l'Aragosta, ritratti in disegni conservati rispettivamente a Rotterdam e a Berlino. In ambito artistico, l'attiravano le opere dei pittori contemporanei che raffiguravano temi mitologici, come il quadro perduto di Andrea Mantegna con la Morte di Orfeo (perduto), di cui Dürer disegnò con estrema cura una copia datata 1494 e siglata con le sue lettere "A" e "D". Copiò inoltre le stampe della Zuffa di dei marini e del Baccanale con sileno, ricalcati fedelmente sull'originale di Mantegna sostituendo però alle linee parallele del tratteggio un andamento incrociato, derivato dall'esempio di Martin Schongauer, e con linee curve e sinuose che imprimono ai soggetti una vibrazione assente negli originali.
Dovette rimanere inoltre affascinato dall'abbondanza di opere d'arte, dalla vivacità e il cosmopolitismo della città lagunare e probabilmente scoprì l'alta considerazione di cui godevano in Italia gli artisti. Assai improbabile è però che il giovane e sconosciuto Dürer, che viveva vendendo stampe ai membri della comunità tedesca cittadina, fosse potuto entrare in contatto diretto con i grandi maestri allora presenti in città e nei territori limitrofi, come i Bellini (Jacopo, Gentile e Giovanni), Mantegna o Carpaccio.
Un altro tema che lo interessò fu la nuova concezione del corpo umano elaborata in Italia. Già nel 1493 l'artista aveva infatti disegnato una Bagnante (primo nudo preso dal vivo dell'arte tedesca) e a Venezia poté approfondire, grazie all'abbondanza di modelli disponibili, i rapporti tra figure, nude o vestite, e lo spazio in cui si muovono. Sicuramente dovette poi incuriosirlo la rappresentazione prospettica, ma un suo interesse diretto su tale argomento è documentato solo dal secondo viaggio.
Quanto il giovane pittore del nord fosse rimasto affascinato dalla pittura veneziana, in particolare da quella di Gentile e Giovanni Bellini, appare dai disegni di questo periodo e dai quadri dipinti dopo il ritorno in patria. Ma i primi riflessi di questo incontro si possono riconoscere già negli acquerelli che nacquero durante il viaggio di ritorno.

### Il rientro (1495)

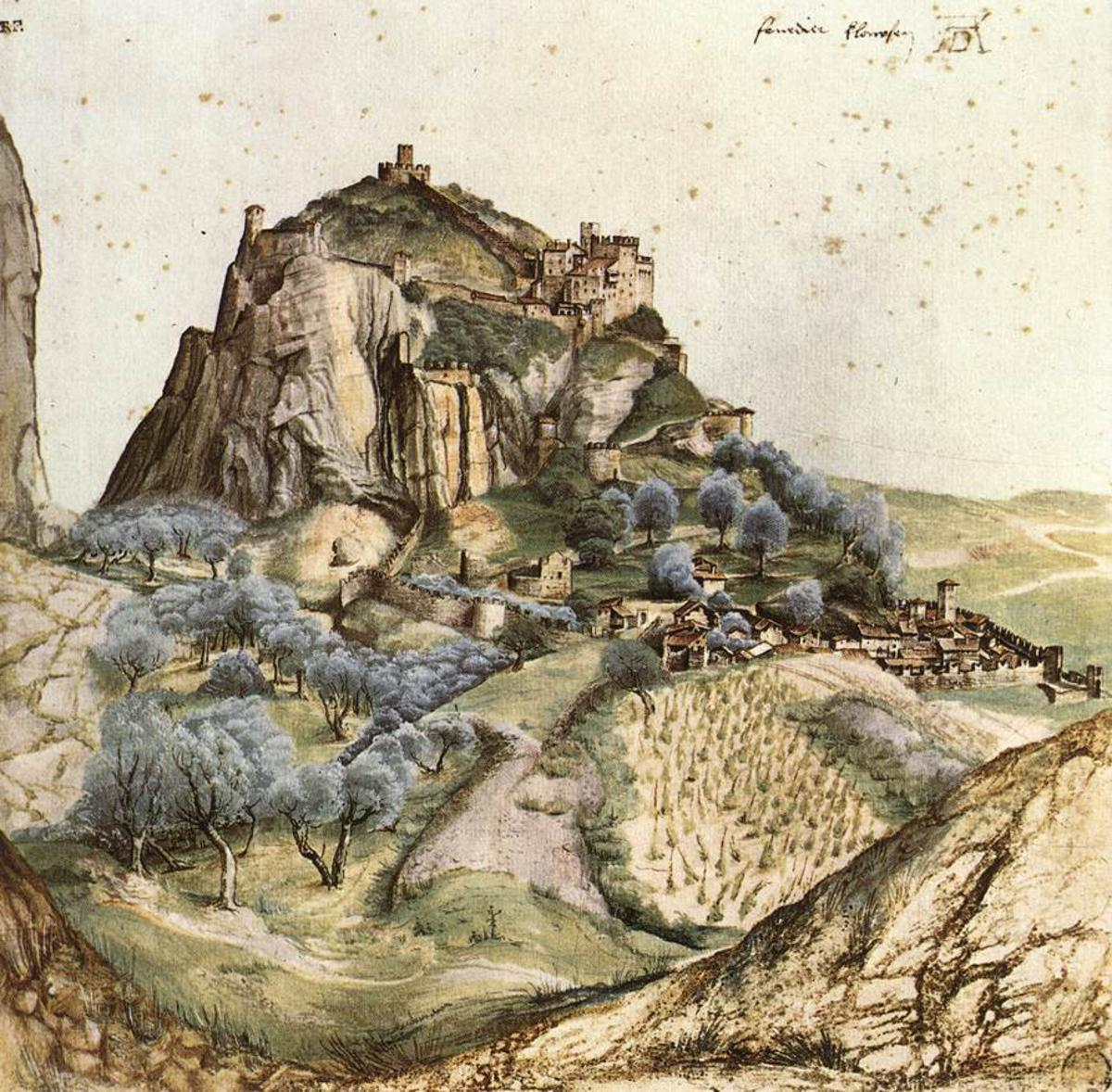
Veduta di Arco (1495)

Questa volta Dürer viaggiò probabilmente da solo, considerando le numerose deviazioni intraprese.
Così il suo cammino lo condusse, nella primavera del 1495, innanzitutto al lago di Garda, e verso Arco. L'acquerello che raffigura l'imponente rocca che si innalza con le sue fortificazioni rivela un rapporto completamente nuovo con lo spazio e con il colore: dal velato grigio bluastro degli ulivi si alza il contrastante grigio bruno delle rocce, e questa eco cromatica viene ripresa nelle chiare zone verdi e nei tetti rossi. Si tratta di una sorprendente resa dei valori atmosferici, che manifesta l'enorme progresso artistico compiuti da Dürer nei pochi mesi trascorsi a Venezia.
Presso Trento, entrò nuovamente in territorio tedesco. Nell'acquerello che mostra la città vescovile dal lato nord non si limita più al semplice rilevamento di dati topografici. La composizione suggerisce la profondità spaziale, con la città attraversata dall'Adige che si estende per quasi tutta l'ampiezza del quadro e con le catene montuose che sfumano nella foschia.
Dopo un'escursione nella Val di Cembra e nel paese di Segonzano, Dürer proseguì il suo cammino verso nord senza altre significative interruzioni. Documento di questa fase del viaggio è il Mulino ad acqua in montagna di Berlino. Mentre tutti gli altri acquerelli raffigurano complessi architettonici in lontananza, questo foglio quadrato di soli 13 centimetri di lato nasce dall'osservazione ravvicinata di un pendio pietroso inondato dall'acqua che dai canali di legno scende sulla ruota del mulino e si cerca una via tra le pietre, per raccogliersi infine in un bacino sabbioso in primo piano.
Anche la veduta della cittadina di Chiusa sull'Isarco, trasferita nell'incisione su rame Nemesi (o Grande Fortuna), doveva essere un appunto di viaggio ad acquerello. Come questo esempio fa notare, gli acquerelli di Dürer non erano ideati come opere d'arte indipendenti: erano materiali di studio da rielaborare e inserire nei dipinti e nelle incisioni.

### Incisore a Norimberga

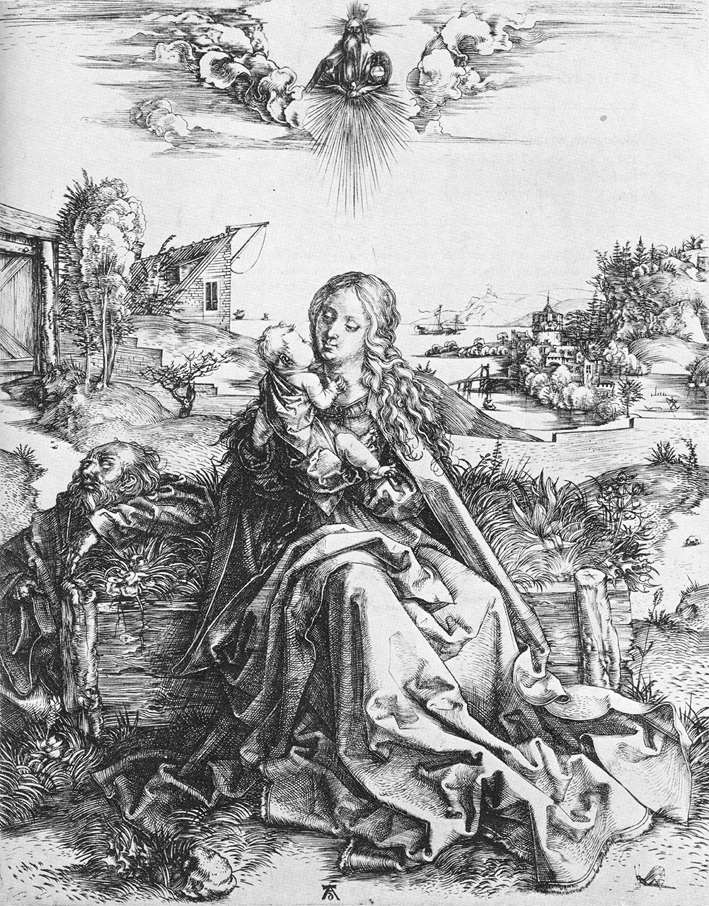
Sacra famiglia con libellula, 1495, incisione su rame, Berlino, Staatliche Museen

Nella primavera del 1495 Dürer fece ritorno a Norimberga, dove creò una propria bottega in cui riprese la sua attività di xilografo e calcografo. Queste tecniche erano particolarmente vantaggiose anche per ragioni economiche: poco dispendiose nella fase creativa, erano relativamente facili da smerciare se si conosceva il gusto del pubblico. D'altro canto la pittura dava minori margini di guadagno, aveva costi considerevoli per l'acquisto dei colori ed era legata ancora strettamente ai desideri del committente, limitando la libertà dell'artista, almeno riguardo al soggetto. Si dedicò, dunque, totalmente alla grafica, prima ancora che giungessero commissioni per dipinti, e in questo periodo creò una serie di incisioni che sono tra le più importanti della sua intera produzione. Si occupava quasi sempre personalmente dell'intaglio: a Basilea e a Strasburgo erano stati soprattutto artigiani specializzati a preparare le matrici dai suoi disegni, con l'eccezione del San Girolamo e pochi altri, per i quali voleva dimostrare la sua superiore abilità. In seguito, all'apice del successo, tornò ad utilizzare specialisti, ma nel frattempo era ormai sorta una generazione di incisori così abili da poter competere col suo stile.
Tra le prime è la Sacra Famiglia con la libellula, in cui l'insetto è raffigurato in basso a destra e, a dispetto del nome tradizionale, somiglia a una farfalla. Il profondo legame tra le figure e il paesaggio sullo sfondo è l'elemento che fin dall'inizio rese famosi i lavori grafici di Dürer al di là dei confini tedeschi. D'altra parte, il gioco delle pieghe della ricchissima veste di Maria dimostra quanto la sua arte facesse ancora riferimento alla tradizione tedesca tardogotica, mentre dell'esperienza del suo soggiorno italiano non c'è ancora traccia. Seguendo l'esempio di Schongauer, che egli aveva scelto a suo modello, Dürer siglò il foglio al margine inferiore con una prima versione di quel suo monogramma divenuto poi tanto famoso, qui eseguito con lettere che sembrano gotiche.
La sua produzione di incisore su rame si mantenne in un primo momento entro limiti ristretti; incise in formato medio alcune rappresentazioni di santi e in formato piccolo alcune figure del popolo. Come disegnatore per le xilografie, Dürer iniziò invece subito a percorrere nuove vie, ma il risultato non sembrò soddisfarlo dal punto di vista della tecnica di incisione, cosicché da allora in poi si servì del più grosso formato di un mezzo foglio di stampa ("ganze Bogen"), su cui stampava blocchi xilografici di 38 × 30 cm.

### La serie dell'Apocalisse

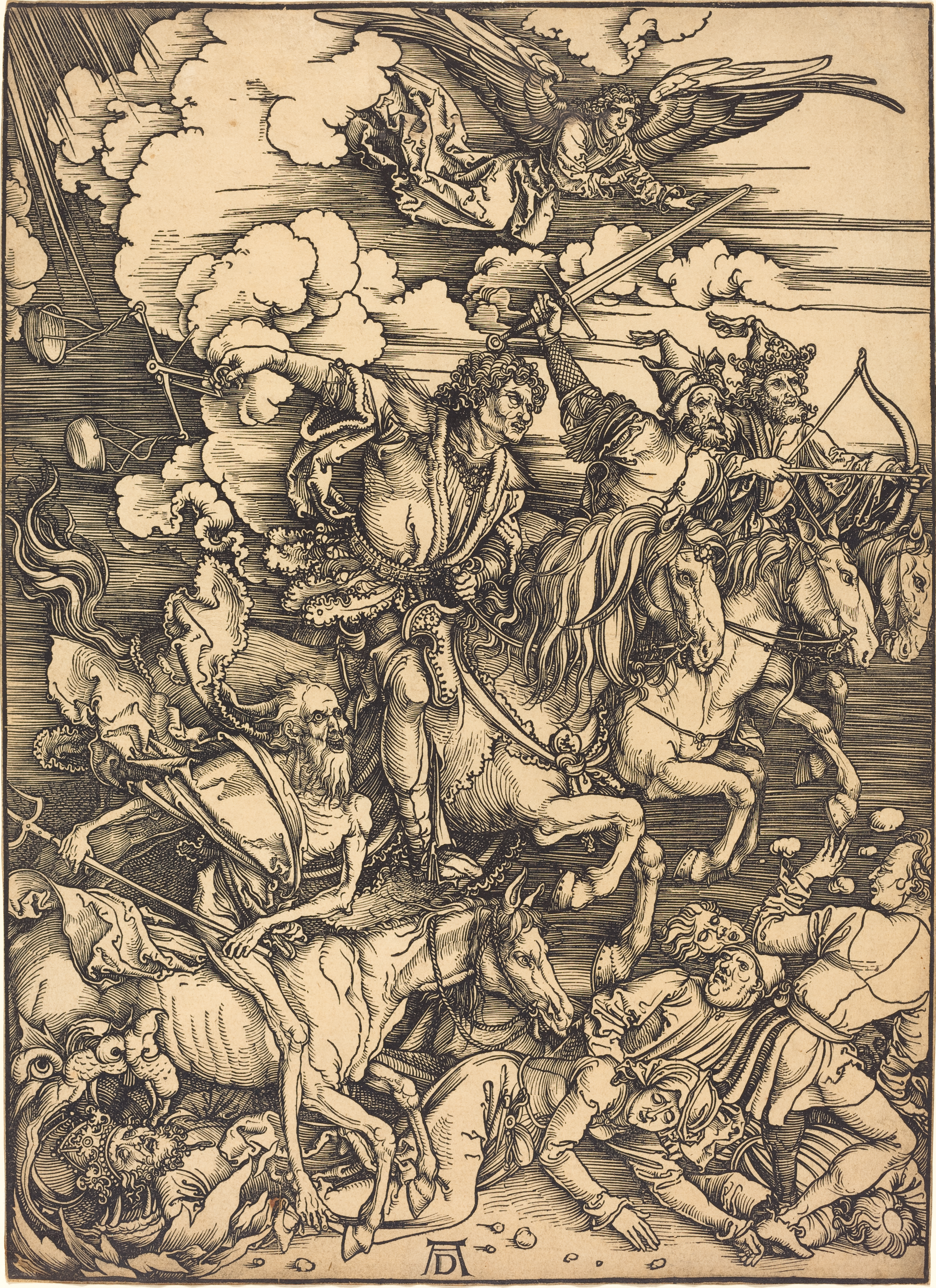
I quattro cavalieri dell'Apocalisse

Nel 1496 realizzò l'incisione del Bagno di uomini. In seguito iniziò a pensare a progetti più ambiziosi. Non più tardi di un anno dal ritorno da Venezia, iniziò i disegni preparatori per la sua più impegnativa impresa: le quindici xilografie per l'Apocalisse di Giovanni, che apparvero nel 1498 in due edizioni, una in latino e l'altra in tedesco. Della stampa si occupò lui stesso, utilizzando dei caratteri messigli a disposizione dal suo padrino Anton Koberger. Si potrebbe anzi ipotizzare che fosse stato lo stesso Koberger a ispirargli questa iniziativa, poiché Dürer utilizzò come riferimento le illustrazioni della nona Bibbia tedesca, stampate per la prima volta a Colonia nel 1482, pubblicate poi da Koberger nel 1483.
L'opera fu innovativa sotto molti aspetti. Era il primo libro che veniva progettato e pubblicato per iniziativa personale di un artista, che ne disegnò le illustrazioni, ne incise le xilografie e ne fu anche l'editore. Inoltre la tipologia con le illustrazioni a piena pagina, sul recto, seguite dal testo sul verso rappresentavano un sorta di doppia versione, in parole e in immagini del medesimo racconto, senza che il lettore dovesse comparare ciascuna illustrazione col passo corrispondente.
Dürer però, invece che le xilografie di formato orizzontale, scelse un grandioso formato verticale, e si staccò dallo stile del modello biblico, che presentava numerose figure di piccole dimensioni. Le figure delle sue composizioni sono invece poche e grandi. In tutto realizzò quindici xilografie, di cui la prima illustra il Martirio di san Giovanni e le altre i vari episodi dell'Apocalisse.
Mai prima d'allora le visioni di san Giovanni erano state rappresentate in modo più drammatico che in queste xilografie, singolarmente concepite con un forte contrasto di bianco e nero. Il fatto è che egli dava corporeità alle figure con un sistema graduale di tratteggi paralleli, che era già da tempo nell'incisione su rame. Con sorprendente velocità l'Apocalisse (e con essa il nome Albrecht Dürer) si diffuse in tutti i paesi d'Europa e procurò al suo autore il primo straordinario successo.

### LaGrande Passione

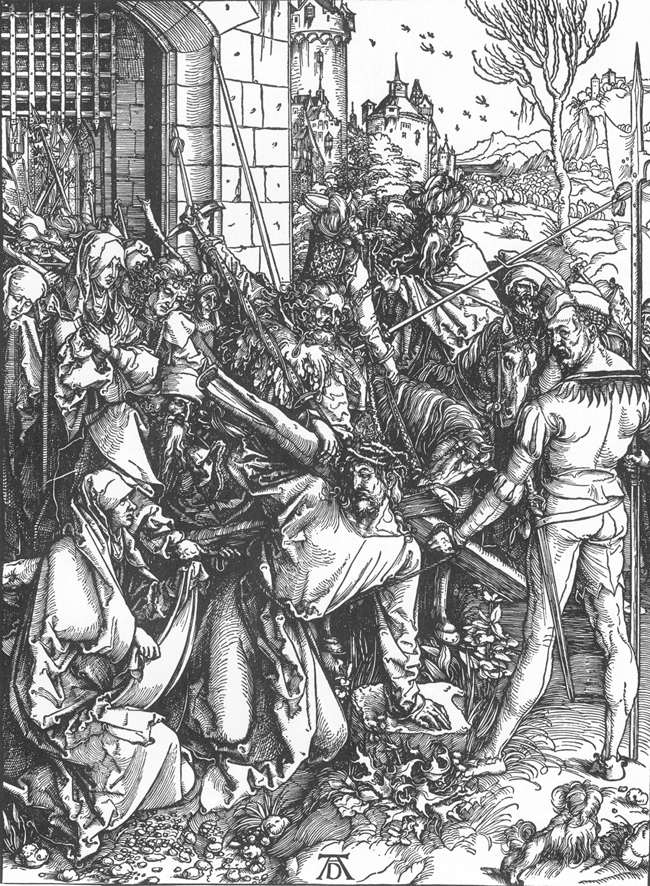
Trasporto della croce (1498-1499), xilografia dalla Grande Passione

Intorno al 1497, mentre ancora lavorava all'Apocalisse, Dürer concepì il progetto di una seconda serie nello stesso formato. Si trattava di un tema che egli elaborava già da tempo, al quale lavorò fino agli ultimi anni della sua vita: la Passione di Cristo. L'opera ebbe un impatto meno sensazionale dell'Apocalisse, sia per il soggetto, privo del lato fantastico, sia perché il completamento avvenne in ritardo, con i primi fogli che nel frattempo giravano già come stampe isolate.
In una prima fase completò sette fogli del ciclo, tra cui il Trasporto della croce è la composizione più matura. L'immagine del corteo che lascia la città e del Salvatore che crolla sotto il peso della croce, unisce due motivi derivati dalle incisioni in rame di Martin Schongauer, le cui forme tardogotiche vengono accentuate da Dürer; contemporaneamente, però, la costruzione anatomica del corpo muscoloso del lanzichenecco di destra è da ricondurre alle immagini dell'arte italiana che Dürer aveva conosciuto a Venezia. Le forme diverse di questi due mondi sono qui riprodotte in uno stile personale che non lascia percepire alcuna frattura.
Dürer avrebbe completato questa Grande Passione solo nel 1510 con un frontespizio e altre quattro scene e l'avrebbe pubblicata in forma di libro con l'aggiunta del testo latino.
Un'altra testimonianza del nuovo stile introdotto nella xilografia è la Sacra Famiglia con le tre lepri.

### L'incontro con Federico il Saggio

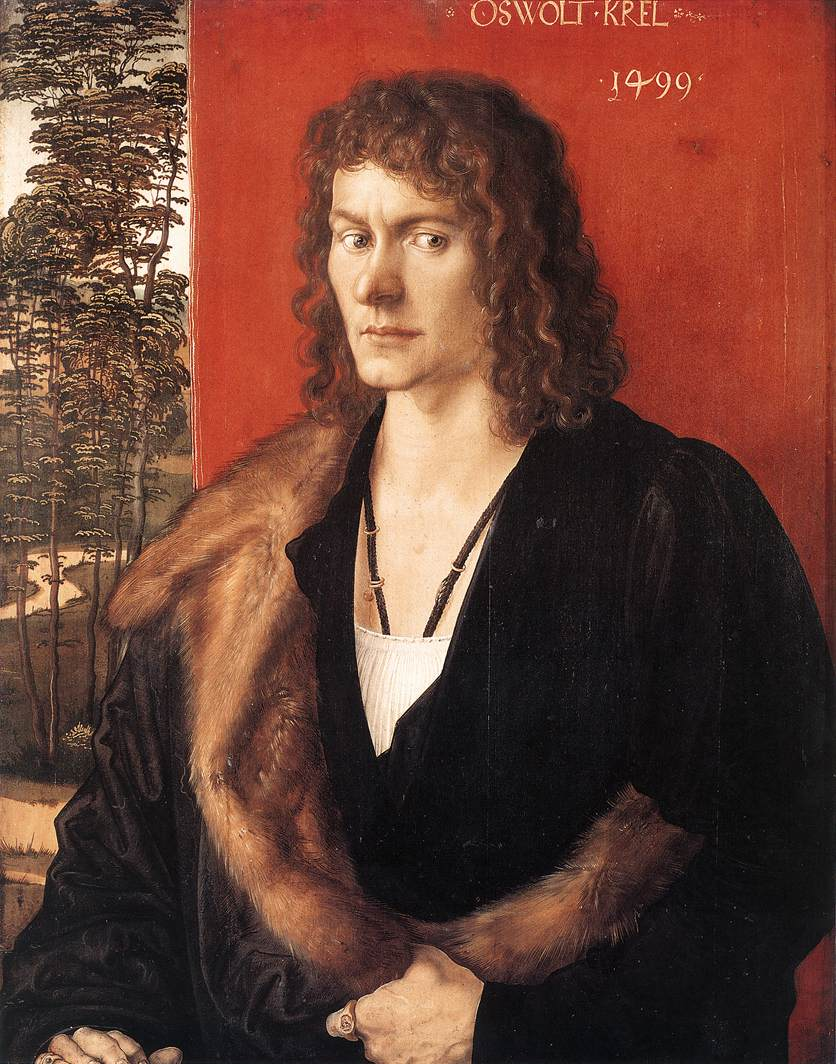
Ritratto di Oswolt Krel (1499)

Tra il 14 e il 18 aprile 1496 l'elettore di Sassonia Federico il Saggio visitò Norimberga, rimanendo colpito dal talento del giovane Dürer, al quale commissionò tre opere: un ritratto, eseguito in quattro e quattr'otto con la veloce tecnica della tempera, e due polittici per arredare la chiesa che andava costruendo nel castello di Wittenberg, sua residenza: l'Altare di Dresda e il Polittico dei Sette Dolori. Artista e committente avviarono un durevole rapporto che si mantenne negli anni, anche se Federico spesso preferiva a Dürer il coetaneo Lucas Cranach il Vecchio, che divenne pittore di corte e ricevette anche un titolo nobiliare.
L'opera più impegnativa è il Polittico dei Sette Dolori, composto di una grande Madonna in adorazione al centro e sette tavole coi Dolori di Maria tutto attorno. Se la parte centrale venne dipinta personalmente da Dürer, gli scomparti laterali dovettero essere eseguiti da un assistente su disegno del maestro. Più avanti gli commissionò anche la tela dell'Ercole uccide gli uccelli di Stinfalo, in cui si notano le influenze di Antonio del Pollaiolo, conosciuto soprattutto attraverso le stampe.
Le commissioni del principe spianarono la strada alla carriera pittorica di Dürer, che iniziò a dipingere vari ritratti per l'aristocrazia norimberghese: dipinse nel 1497 il doppio ritratto delle sorelle Fürleger (Fürlegerin con i capelli raccolti e Fürlegerin con i capelli sciolti), poi nel 1499 i due dittici per la famiglia Tucher (una valva su quattro è perduta) e il ritratto di Oswolt Krel. In queste opere traspare una certa indifferenza dell'artista verso il soggetto, con l'eccezione dell'ultimo, uno dei più intensi e famosi lavori dell'artista.

### La fine del XV secolo

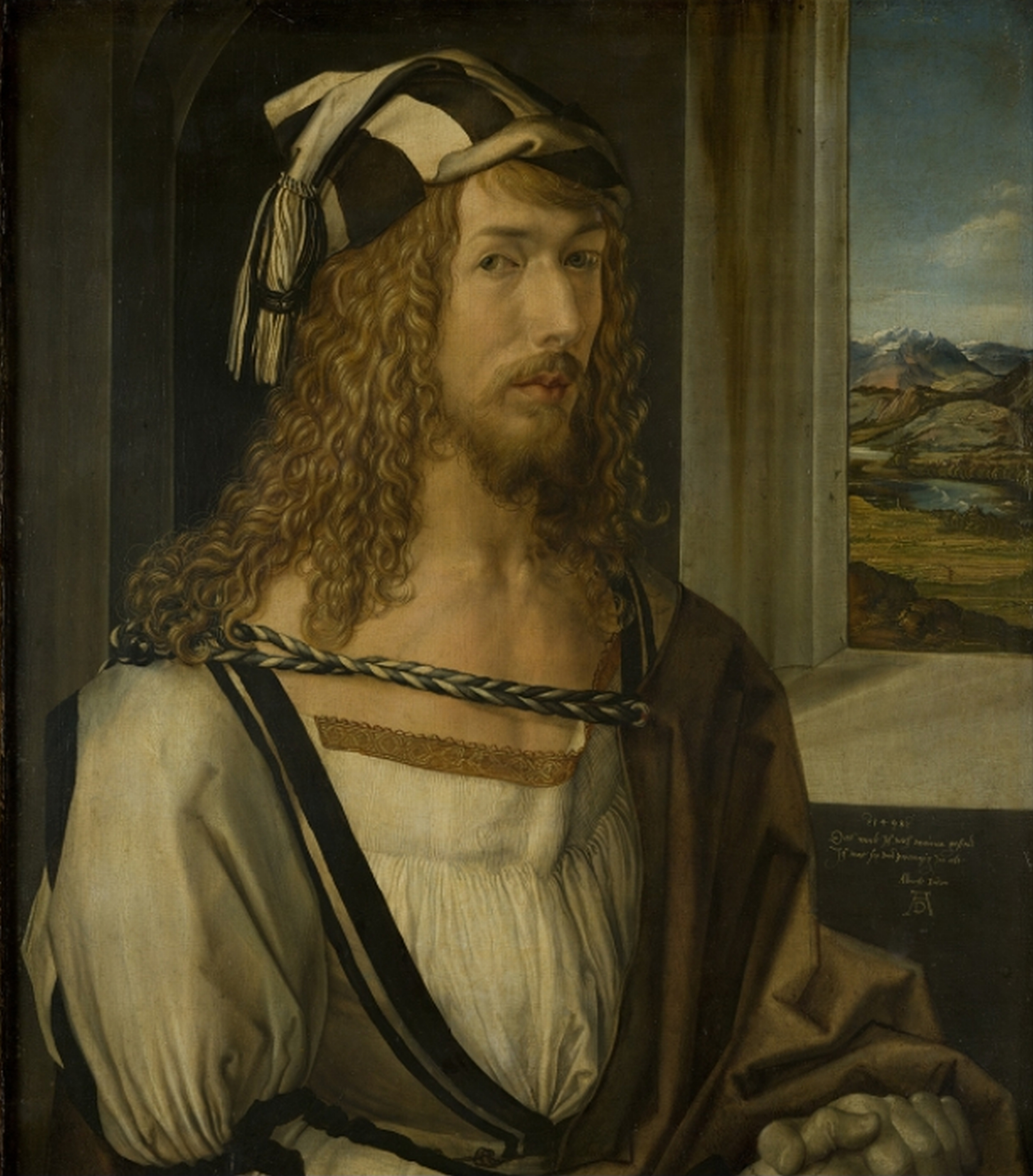
Autoritratto con guanti (1498)

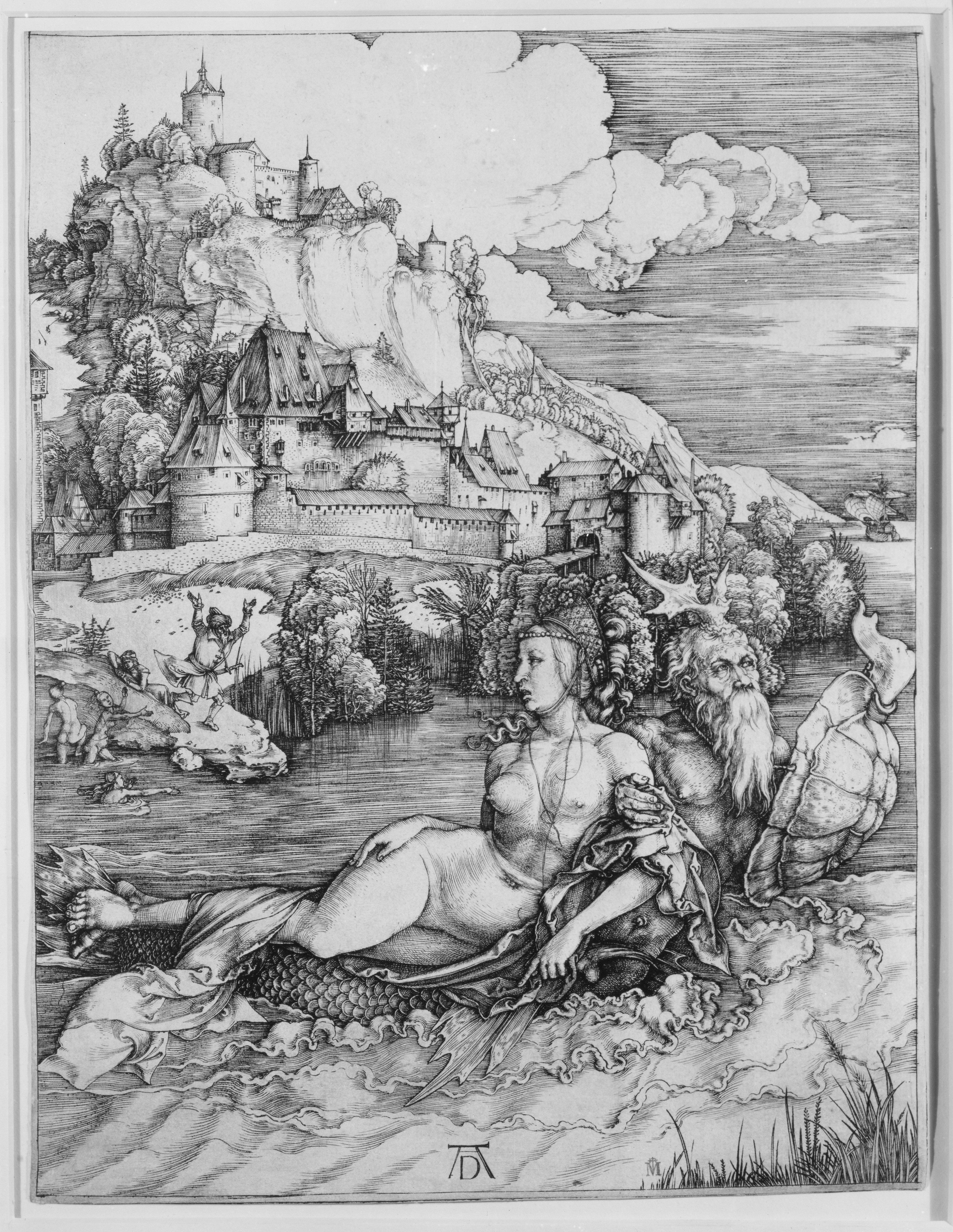
Mostro marino

Nel 1498, stesso anno in cui fu pubblicata l'Apocalisse, Dürer realizzò il proprio Autoritratto con guanti, ora al Museo del Prado di Madrid. Rispetto al precedente autoritratto del Louvre, Dürer si mostra ormai come un gentiluomo raffinato, la cui eleganza nel vestire riflette una nuova consapevolezza di appartenere a un'"aristocrazia del pensiero", come gli artisti-umanisti che aveva visto a Venezia.
Tra le primissime opere del gruppo di acquerelli realizzati da Dürer negli anni successivi al suo ritorno dall'Italia è l'Isolotto sullo stagno con casetta (conservata a Londra), che mostra uno di quei piccoli padiglioni a forma di torre che venivano eretti in Germania già nel XIV secolo, quello oggetto dell'acquerello si trovava a ovest delle mura cittadine di Norimberga, in uno stagno collegato al fiume Pegnitz. Intorno al 1497, Dürer inserì l'immagine dell'edificio a torre sullo sfondo dell'incisione Madonna con la scimmia. È sorprendente con quale precisione sia riuscito a trasportare nel bianco e nero della grafica le sfumature cromatiche dell'acquerello ed è interessante notare che, mentre nell'immagine della Madonna col Bambino aveva preso come riferimento alcuni modelli italiani, il tratto pittoresco della piccola costruzione sullo sfondo, insolito per occhi italiani, spinse artisti come Giulio Campagnola o Cristoforo Robetta a copiare nelle loro incisioni la casa dello stagno: un tipico esempio di reciproca fecondazione artistica.
In quegli anni, Dürer utilizzò in altre occasioni i propri studi ad acquerello nelle composizioni delle incisioni. Per esempio inserì nel Mostro marino, sulla sponda al di sotto della rocca, una veduta dal lato nord del castello imperiale di Norimberga (non più esistente). Il soggetto della stampa è controverso: non si sa se rappresenti il tema di una saga germanica o se si tratti invece della storia di Anna Perenna ripresa dai Fasti di Ovidio.
A questo punto, i paesaggi ad acquerello non costituiscono più per Dürer esclusivamente l'accurata registrazione di una situazione topografica; è sempre più interessato dal gioco dei colori e dalle loro variazioni al mutare della luce. Uno dei fogli più importanti in questo senso è l'acquerello Stagno in un bosco (conservato a Londra), dove la superficie del piccolo bacino d'acqua appare nero-azzurra e presenta una corrispondenza cromatica con le nuvole scure, tra le quali la luce del sole al tramonto risplende in toni di giallo e arancio e colora di un verde brillante le piante sul bordo dello stagno.
Ancora più evidente è il modo in cui la luce si trasforma nei Mulini su un fiume, un acquerello in grande formato conservato a Parigi. Gli edifici raffigurati sono gli stessi che si vedono sullo sfondo del Mulino di Berlino, solo che Dürer questa volta si collocò direttamente sulla riva del Pegnitz. La luce del tramonto dopo un temporale dà ai tetti degli edifici un colore grigio argento e bruno, e la filigrana scura del ponticello bagnato sembra che goccioli ancora della pioggia del temporale appena cessato. La chioma dell'enorme tiglio riluce di un verde intenso e allo stesso tempo viene modellata dal contrasto fra le zone di luce gialla tendente al bianco e le orme profonde e quasi nere.
Il gioco cromatico del sole, all'alba o al tramonto, contro le nuvole scure aveva già affascinato i pittori, a sud e a nord delle Alpi, ma gli effetti pittorici ottenuti da Dürer si ritroveranno solo nella pittura del XVII secolo o nell'Impressionismo del XIX secolo.
Nel foglio Valle presso Kalchreuth del 1500 circa, della collezione di Berlino, Dürer raggiunse quasi l'"impressione" degli acquerelli di Paul Cézanne.
Un posto particolare tra i paesaggi ad acquerello occupa il gruppo di studi che Dürer creò in una cava di pietra nei dintorni di Norimberga. Si tratta prevalentemente di rilevamenti di singole zone rupestri (come per esempio nel foglio dell'Ambrosiana), ma il carattere frammentario di questi fogli non lascia alcun dubbio che per l'artista non fossero altro che materiale di studio.

### L'Altare Paumgartner
Intorno al 1500 la famiglia patrizia dei Paumgartner commissionò a Dürer un altare a sportelli per la Katharinenkirche di Norimberga. È la più grande pala d'altare dell'artista (integralmente conservata all'Alte Pinakothek di Monaco) e mostra nella parte centrale l'Adorazione del Bambino e nelle laterali le monumentali figure di san Giorgio e sant'Eustachio. Il suggerimento dei committenti dovette contribuire in modo determinante a creare quel disequilibrio formale che l'altare ha quando le ali sono aperte, essendo le due figure di santi dipinte a grandezza quasi naturale e non proporzionata alle figure della tavola centrale che sono in scala più ridotta. Di fronte all'impressione positiva dell'Altare Paumgartner, le carenze nella costruzione prospettica degli edifici nella tavola centrale danno meno nell'occhio. Esse, tuttavia, indicano che, negli anni intorno al 1500, Dürer conosceva della prospettiva solo la regola di base, secondo cui tutte le linee che corrono perpendicolari alla superficie del quadro sembrano convergere in un punto al centro del quadro stesso.

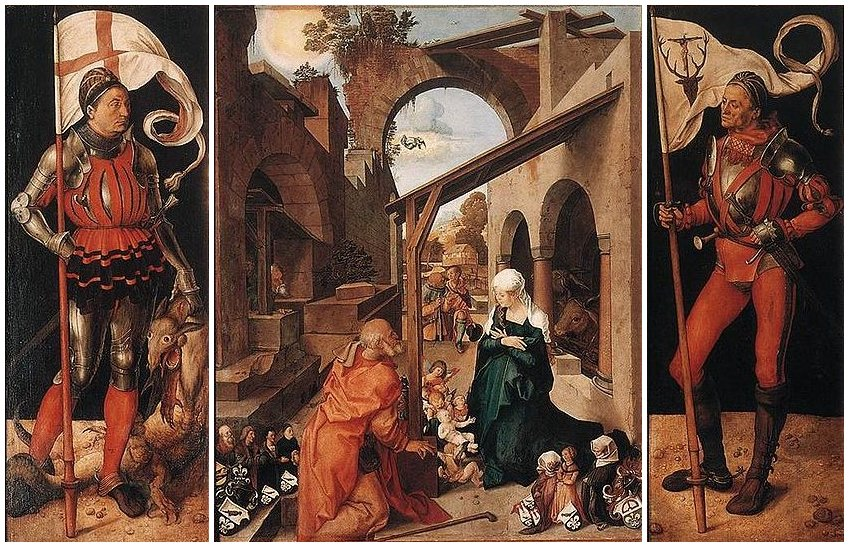
Altare Paumgartner (1500-1504 circa)

Dürer in questo caso si assunse addirittura il difficile compito delle aperture ad arco che appaiono di scorcio ai due lati dello scenario, che acquista così l'aspetto di una stretta strada cittadina. Con una simile arditezza, era impossibile evitare alcuni errori, che però quasi scompaiono nell'eccellente composizione totale, nella quale sono inserite le sette piccole figure dei donatori. Alcune linee oblique parallele scandiscono i piani: dal bastone di Giuseppe e le tre piccole figure delle donatrici, al capo di Giuseppe e quello di Maria, fino alla tettoia in legno e le tavole.
Secondo un'antica tradizione le teste dei due santi sugli sportelli laterali ritraggono i fratelli Stephan e Lukas Paumgartner. Probabilmente anche la sproporzione delle figure si spiega col desiderio di venir riconosciuti. Se le annotazioni tradizionali sono esatte, i due santi in piedi si possono considerare i più antichi ritratti a figura intera.

### L'Autoritratto con pelliccia
Nell'anno 1500 Dürer aveva appena oltrepassato, secondo la concezione del suo tempo, la soglia dell'età virile. Attraverso l'attività grafica aveva già acquisito una fama europea. Le sue incisioni su rame superarono presto, per precisione e accuratezza nell'esecuzione, quelle di Schongauer. Presumibilmente incitato dagli amici di formazione umanistica, egli aveva per primo introdotto rappresentazioni che richiamano i concetti anticheggianti della filosofia neoplatonica di Marsilio Ficino e del suo circolo.

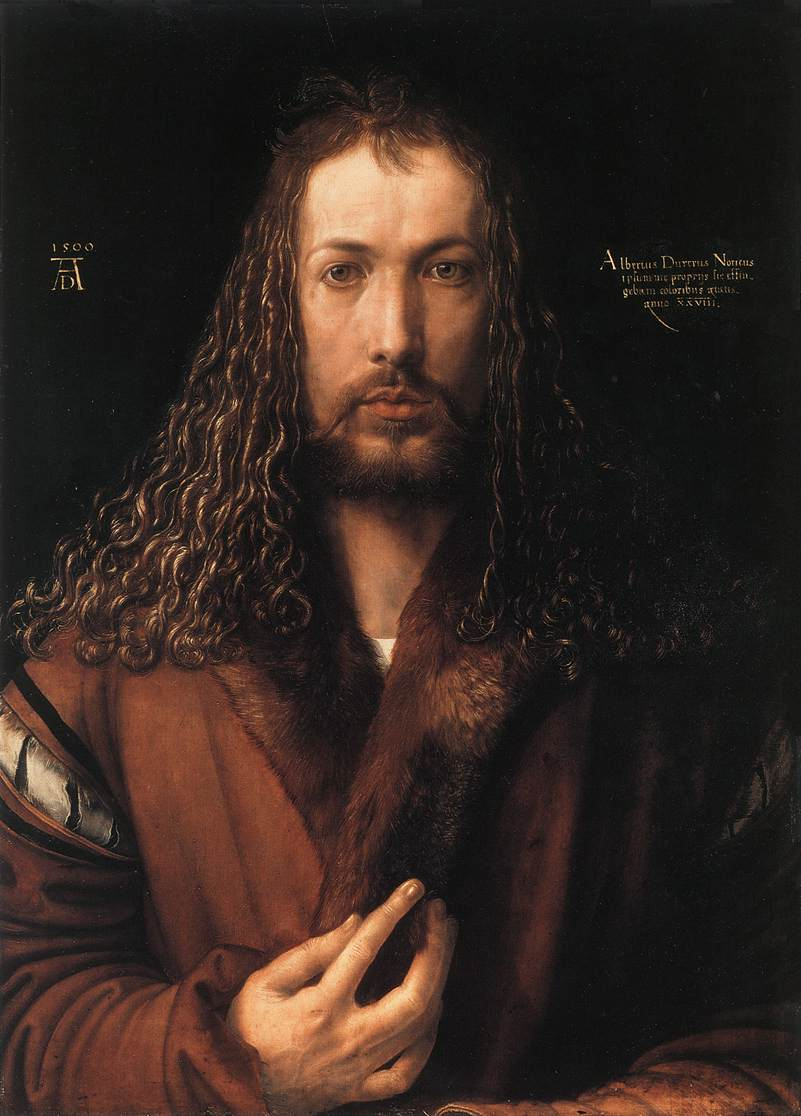
Autoritratto con pelliccia (1500)

Inoltre, egli affrontò nelle sue incisioni su rame i due problemi artistici di cui si occupavano gli artisti italiani da circa un secolo: le proporzioni del corpo umano e la prospettiva. Mentre però Dürer fu presto in grado di rappresentare un corpo nudo maschile prossimo all'ideale degli antichi, le sue conoscenze in campo prospettico restarono invece incomplete ancora a lungo.
Che Dürer fosse cosciente del proprio ruolo nel processo di evoluzione dell'arte lo prova l'Autoritratto con pelliccia del 1500, conservato a Monaco. In esso, l'ultimo come soggetto indipendente, adottò una posizione rigidamente frontale, secondo uno schema di costruzione utilizzato nel Medioevo per l'immagine di Cristo. In questo senso egli si riferisce alle parole della creazione nell'Antico Testamento, ovvero che Dio creò l'uomo a propria somiglianza. Tale idea era stata affrontata in particolare dai neoplatonici fiorentini vicini a Ficino, e non veniva riferita solo all'apparenza esteriore, ma anche riconosciuta nelle capacità creative dell'uomo.
Perciò Dürer pose accanto al proprio ritratto un'iscrizione, il cui testo, tradotto in latino, indica: "Io Albrecht Dürer di Norimberga, all'età di ventotto anni, con colori eterni ho creato me stesso a mia immagine". Con intenzione qui è stato scelto il termine "creato" piuttosto che "dipinto", come ci si sarebbe aspettati nel caso di un pittore. L'Autoritratto del 1500 non nasce però come un atto di presunzione, bensì indica la considerazione che gli artisti europei di quel tempo avevano di sé stessi. Ciò che persino i grandi artisti italiani, come per esempio Leonardo da Vinci, avevano espresso solo a parole, Albrecht Dürer l'espresse nella forma dell'autoritratto.
L'esatto opposto di questa rappresentazione di sé è un disegno a pennello (conservato a Weimar) su carta preparata con un colore verde di fondo, nel quale l'artista si è ritratto nudo con un realismo spietato. Questo foglio, compiuto tra il 1500 e il 1505 circa, prova l'enorme grandezza dell'uomo e dell'artista Dürer. Si deve però prendere atto del fatto che queste due testimonianze di autosservazione e di autovalutazione, finché Dürer rimase in vita, furono così poco conosciute dal vasto pubblico quanto gli scritti letterari di Leonardo. Esso acquista però un importante significato anche in un altro senso, quello degli studi sulla proporzione, che negli anni dopo il 1500 diedero i loro primi risultati.

### La ricerca della prospettiva
Poiché Jacopo de' Barbari, che in quell'anno era andato a risiedere a Norimberga come pittore dell'imperatore Massimiliano, né a Venezia nel 1494 né ora aveva voluto rivelare a Dürer il principio della costruzione delle figure umane secondo un canone di proporzione, questi provò sperimentalmente a stabilire quelle regole fondamentali che gli si negava di conoscere, protette come segreto di bottega. L'unico suo punto di riferimento erano le scarse indicazioni sulle proporzioni del corpo umano nell'opera dell'antico teorico dell'architettura Vitruvio. Dürer applicò poi queste indicazioni anche nella costruzione del corpo femminile. Il risultato furono le forme spiacevoli della dea Nemesi nell'incisione omonima. A quello stesso periodo risale il Sant'Eustachio.

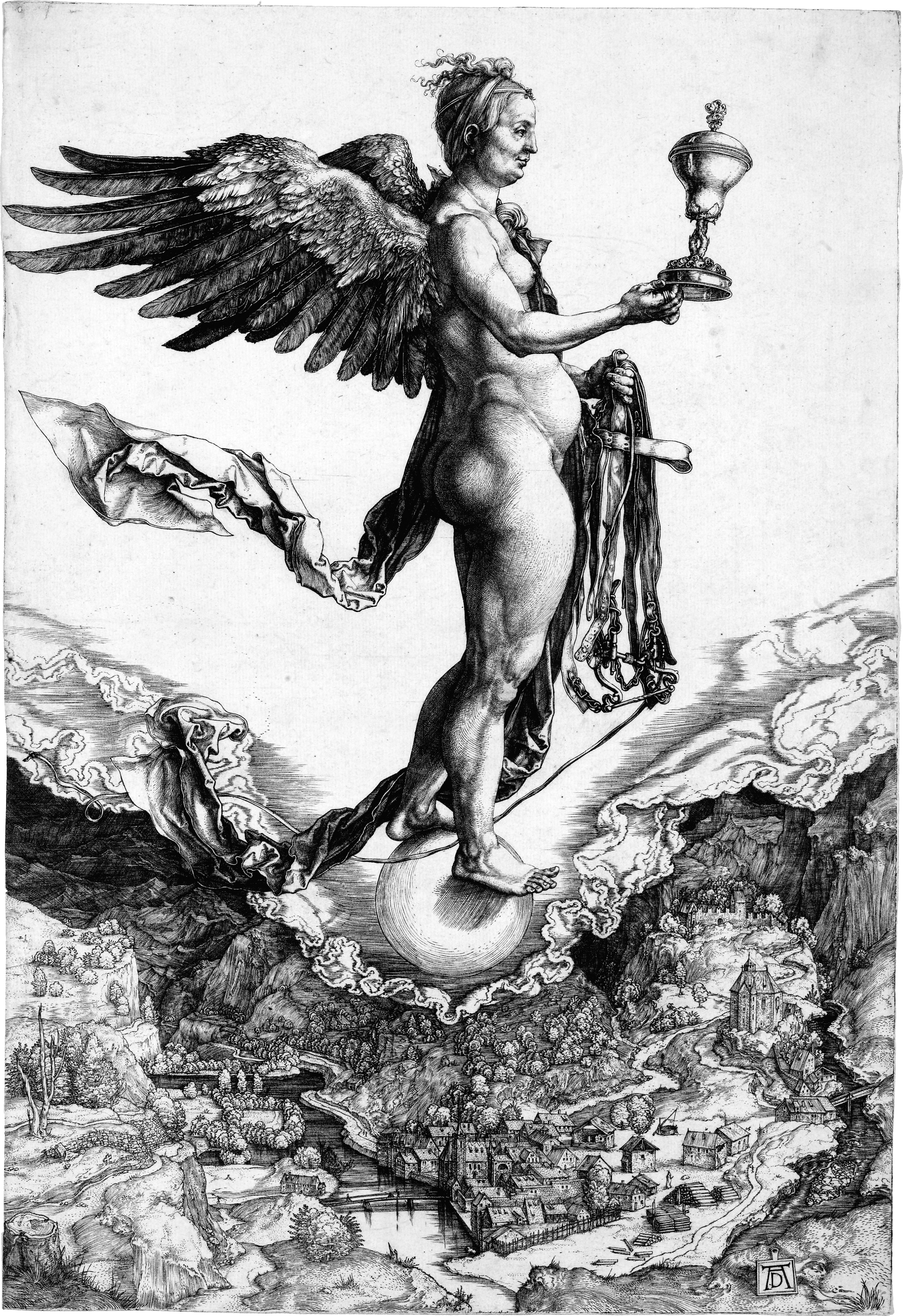
Nemesi (1502 circa)

Nel suo secondo viaggio a Venezia Dürer cercò spesso di conoscere le regole della costruzione prospettica, con una certa difficoltà. Arrivò a spostarsi fino a Bologna per incontrare appositamente una persona in grado di trasmettergli l'"arte segreta della prospettiva", forse Luca Pacioli.

### IlPeccato originale

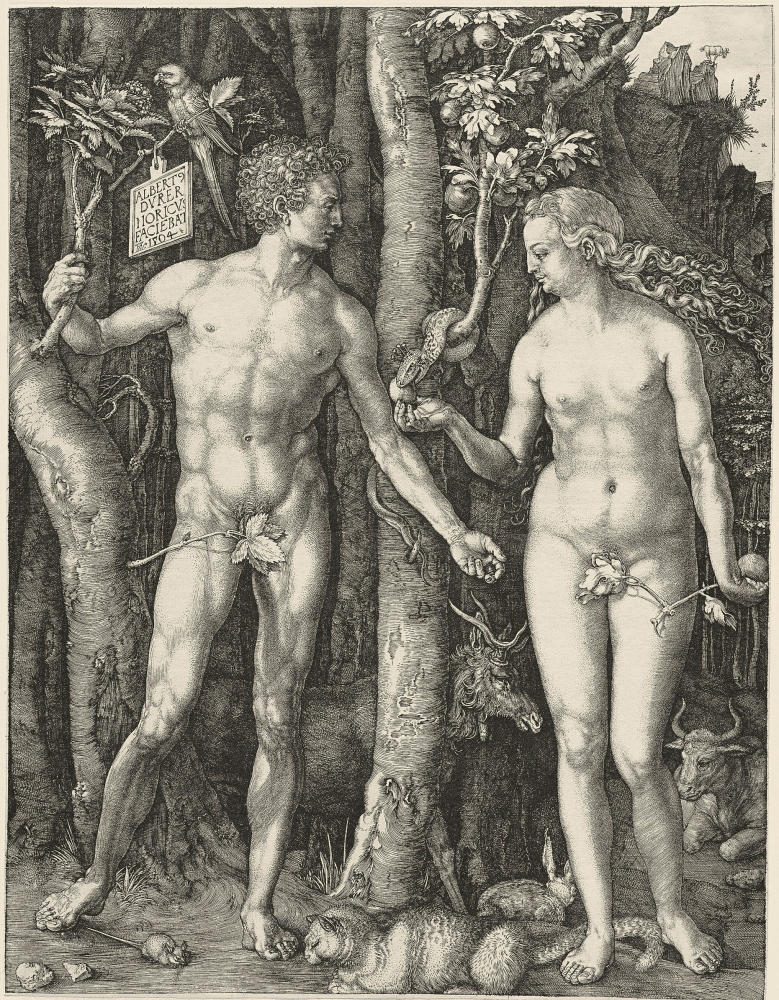
Peccato originale (1504)

L'influsso che l'arte di Jacopo de' Barbari esercitò comunque sugli studi sulla proporzione di Dürer si può riconoscere nel disegno a penna dell'Apollo conservato a Londra, ispirato a un'incisione su rame del maestro veneziano intitolata Apollo e Diana.
Ma il risultato artistico più completo di questa fase dei suoi studi sulla proporzione Dürer lo propose nella incisione su rame del Peccato originale, datata 1504. Per la figura di Adamo egli fece probabilmente riferimento (come già per l'Apollo del disegno di Londra) a una riproduzione dell'Apollo del Belvedere, statua scoperta solo pochi anni prima in uno scavo presso Roma. Tra gli animali che abitano nel Paradiso insieme alla coppia sono lepri, gatti, un bue e un alce, che vengono interpretati come simboli dei quattro temperamenti umani; il camoscio sulla roccia simboleggia l'occhio di Dio che dall'alto tutto vede, e il pappagallo la lode innalzata al creatore.

### Vita della Vergine
Ancor prima di completare la frammentaria Grande Passione, Dürer aveva già iniziato a lavorare su un nuovo progetto: la serie xilografica della Vita della Vergine, che doveva aver iniziato già poco dopo il 1500; entro il 1504 portò a termine sedici fogli e l'intera serie fu completata solo nel 1510-1511.
La raffigurazione con la Nascita della Vergine è forse il foglio più bello di tutta la serie. Dürer fece una descrizione realistica dell'attività in una camera per puerpere nella Germania del tempo. La partoriente, sant'Anna, è assistita da due donne e giace in un letto sfarzoso, posto alla profonda estremità della stanza. Intanto, la neonata viene preparata per il bagno da un'altra ancella. Le restanti donne presenti trovano ristoro dalle fatiche compiute nel "rinfresco del battesimo", costume in uso all'epoca.

### Studi e disegni all'inizio del secolo

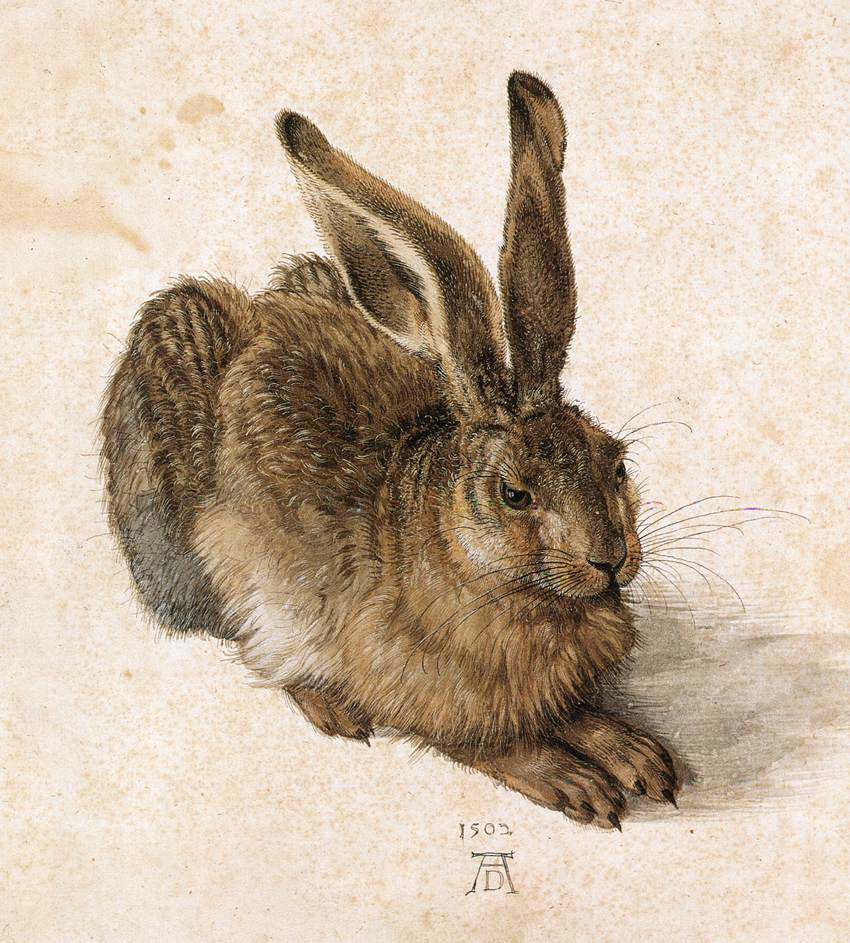
Leprotto (1502)

In questo periodo della prima maturità, Albrecht Dürer fu sollecitato dalla diffusa devozione per la Madonna a composizioni nuove e talvolta sorprendenti, come per esempio quella del disegno a penna e ad acquerello del 1503, la Madonna degli Animali. La figura di Maria col Bambino è un'evoluzione ulteriore della Vergine dell'incisione della Madonna con la scimmia: anch'ella siede come in trono su di un sedile erboso; intorno a lei sono disegnati piante e animali in gran numero; sullo sfondo a destra è raffigurato l'annuncio dell'angelo ai pastori, mentre a grande distanza si avvicina da sinistra il corteo dei tre re Magi.
Cristo è dunque rappresentato come Signore non solo degli uomini, ma anche degli animali e delle piante. La volpe legata a una corda rappresenta il male, privato della sua libertà di agire. Probabilmente questo disegno a penna e acquerello era un lavoro preparatorio per un dipinto o una grande incisione su rame. Ma ciò che veramente colpisce in questo foglio è l'iconografia, per la quale non esiste confronto. Una gran quantità di studi e di incisioni su rame mettono in evidenza l'interesse che Dürer ebbe per le immagini della flora e della fauna.
Il Leprotto è datato 1502, e La grande zolla porta la data, appena ancora leggibile, del 1503. I due fogli (appartenenti al fondo dell'Albertina di Vienna), che Dürer fece ad acquerello e guazzo, sono tra le produzioni più alte dell'arte europea su tali soggetti. Mai animali e piante furono compresi nel loro essere in forme più compiute che in questi realistici studi di natura, anche se il pittore non eccede nella riproduzione dei dettagli. Proprio nell'immagine della lepre si nota che, accanto ai punti in cui i peli sono accuratamente tratteggiati, ce ne sono altri in cui non se ne dà il minimo conto nel campo di colore; e anche per la zolla di terra, il terreno dal quale spuntano fuori le erbe è solo sommariamente accennato.

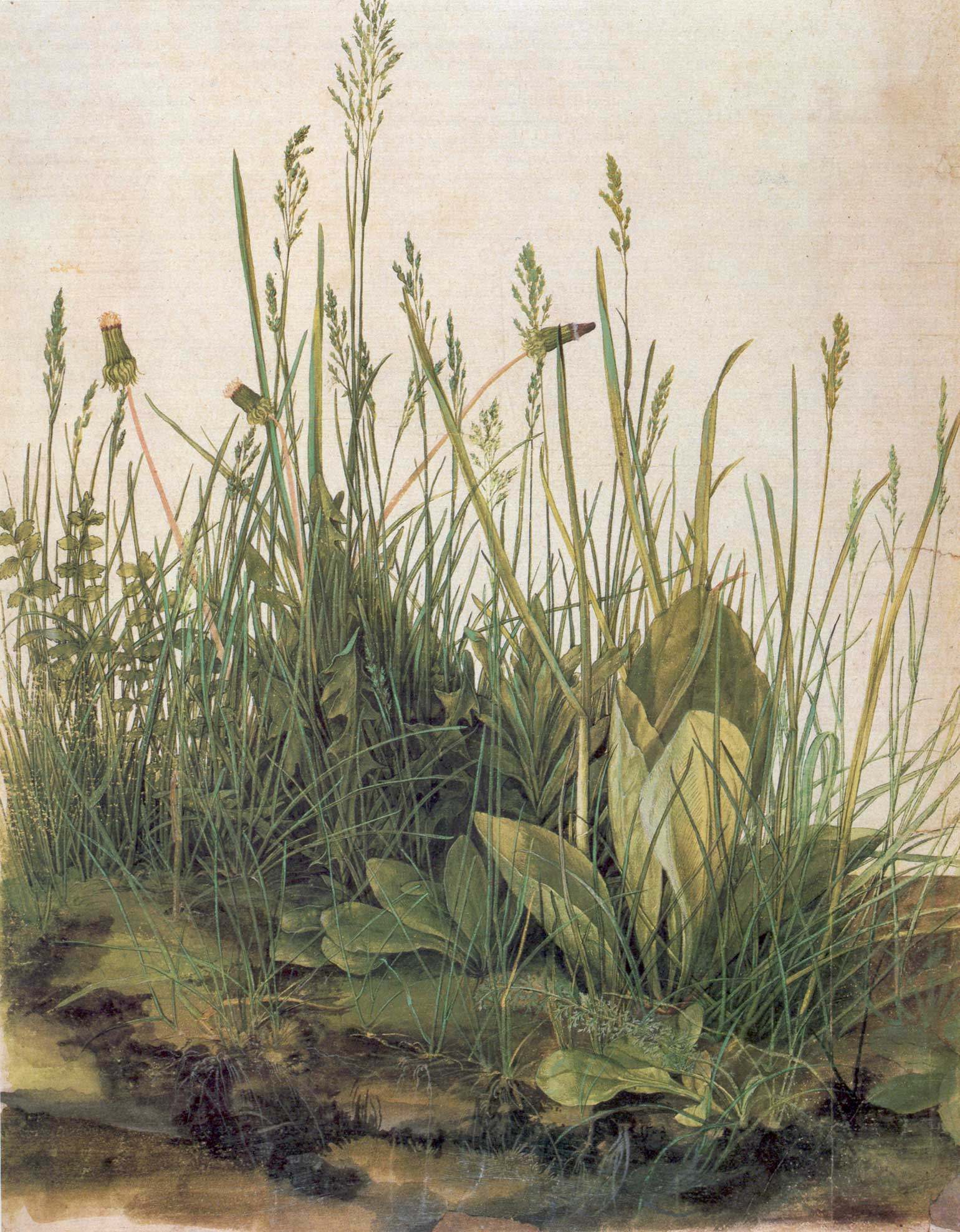
La grande zolla (1503)

Non si sa quale significato abbiano avuto per l'artista stesso opere di questo tipo; infatti, diversamente dai paesaggi ad acquerello, esse riaffiorano molto raramente in altri contesti. Tuttavia, poiché Dürer fece con estrema cura alcuni studi di natura su pergamena, si potrebbe supporre che accordasse a esse un valore intrinseco che si fondava, in ugual misura, sia sull'apparente realismo che sulla virtuosa esecuzione tecnica.
Un ruolo particolare fra gli studi di animali acquistano i disegni con cavalli. Essi infatti documentano con estrema chiarezza che Dürer doveva conoscere gli studi di Leonardo sui cavalli delle stalle di Galeazzo Sanseverino a Milano. Sanseverino visitò più volte a Norimberga uno degli amici più intimi di Dürer, Willibald Pirckheimer, che avrebbe potuto fargli conoscere le incisioni dei disegni di cavalli fatti da Leonardo. Il risultato dell'incontro con gli studi di Leonardo (preparatori del monumento Sforza) è evidente nell'incisione su rame del Piccolo cavallo del 1505, in cui l'elemento leonardesco è riconoscibile specialmente nella testa dell'animale.
Rispetto ai più famosi studi di animali e di piante o rispetto ai paesaggi ad acquerello, molto minore attenzione hanno incontrato gli studi di costume eseguiti a pennello. Tra questi è da annoverare il disegno del Cavaliere del 1498 (ora a Vienna), sul cui margine superiore Dürer pose queste parole: «Questa era l'armatura dell'epoca in Germania». Gli errori di disegno nella teste e nelle zampe anteriori del cavallo, come anche la cromia limitati ai toni blu e di bruno, fanno ipotizzare che il foglio fosse stato concepito come uno studio di natura. Solo nel 1513 questo disegno trovò una nuova utilizzazione, insieme con uno studio di paesaggio più vecchio, nella famosa incisione Il cavaliere, la morte e il diavolo.
Un altro studio di costume, la Dama di Norimberga in abito da sposa (o da ballo) del 1500, viene inserito nel 1503 da Dürer nella prima incisione su rame datata, intitolata le Insegne della morte. L'elmo che qui figura riprende invece uno studio ad acquerello che mostra un elmo da torneo ripreso da tre punti diversi. Egli fece dunque confluire diversi lavori preparatori, in questa composizione unitaria, che è un'impressionante allegoria araldica.
Ma non sempre Dürer ha usato gli studi di costume, di animali o di piante per creare i propri lavori grafici. La xilografia su foglio unico dei Santi eremiti Antonio e Paolo ha assonanze con alcuni suoi studi più antichi. Così, per esempio, il bosco ricorda molto più lo Stagno in un bosco che non gli alberi dello schizzo di composizione rimastoci, e la testa del capriolo riecheggia un disegno conservato a Kansas City.

### Dipinti alla vigilia del viaggio

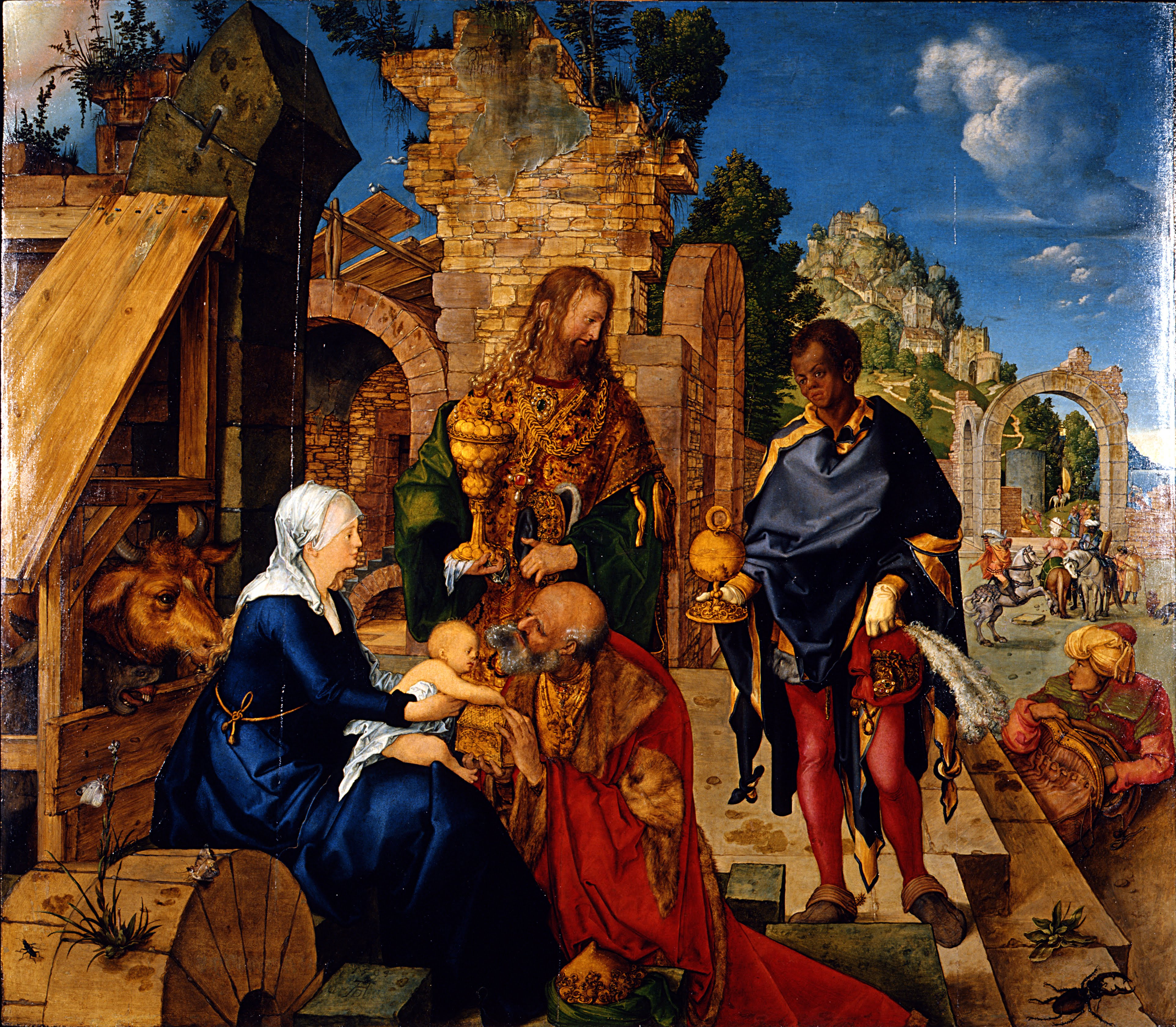
Adorazione dei Magi (1504)

Negli anni del XVI secolo che precedono il secondo viaggio in Italia l'artista portò a compimento alcune opere in cui si notano sempre più evidenti legami tra suggestioni italiane e tradizione tedesca, che dovettero spingerlo a cercare un maggiore approfondimento con il nuovo viaggio. opere sicuramente completate in questo periodo sono il Compianto Glim, con un gruppo compatto di figure stretto attorno al corpo adagiato di Cristo, il già citato Altare Paumgartner, l'Adorazione dei Magi e l'Altare Jabach, in parte perduto.

### Adorazione dei Magi
Nel limitato numero di dipinti che realizzò nei primi anni del XVI secolo, il più eccezionale è l'Adorazione dei Magi del 1504, commissionato da Federico il Saggio e conservato agli Uffizi di Firenze.
La composizione appare semplice, e il legame tra la struttura architettonica delle rovine e il paesaggio è continuo. Dal punto di vista cromatico, il quadro è caratterizzato dalla terna di colore rosso, verde e ardesia. Probabilmente l'artista non progettò gli archi a tutto sesto, nota architettonica dominante nel quadro, in relazione con la costruzione e prospettiva centrale (che è rilevabile nel gradino al lato destro), ma piuttosto li costruì a parte e solo in un secondo momento li inserì nella composizione. Nel quadro si inseriscono poi gli studi di natura della farfalla e del cervo volante, simboli della salvezza dell'uomo ottenuta per mezzo del sacrificio di Cristo.
Erano anni di epidemie frequenti (lo stesso Dürer si ammalò) e Federico di Sassonia, collezionista di reliquie e probabilmente ipocondriaco, stava ampliando il numero di santi rappresentati nella sua chiesa. Fu probabilmente in questo periodo che richiese a Dürer di aggiungere i santi laterali per l'Altare di Dresda.

### Il secondo viaggio in Italia

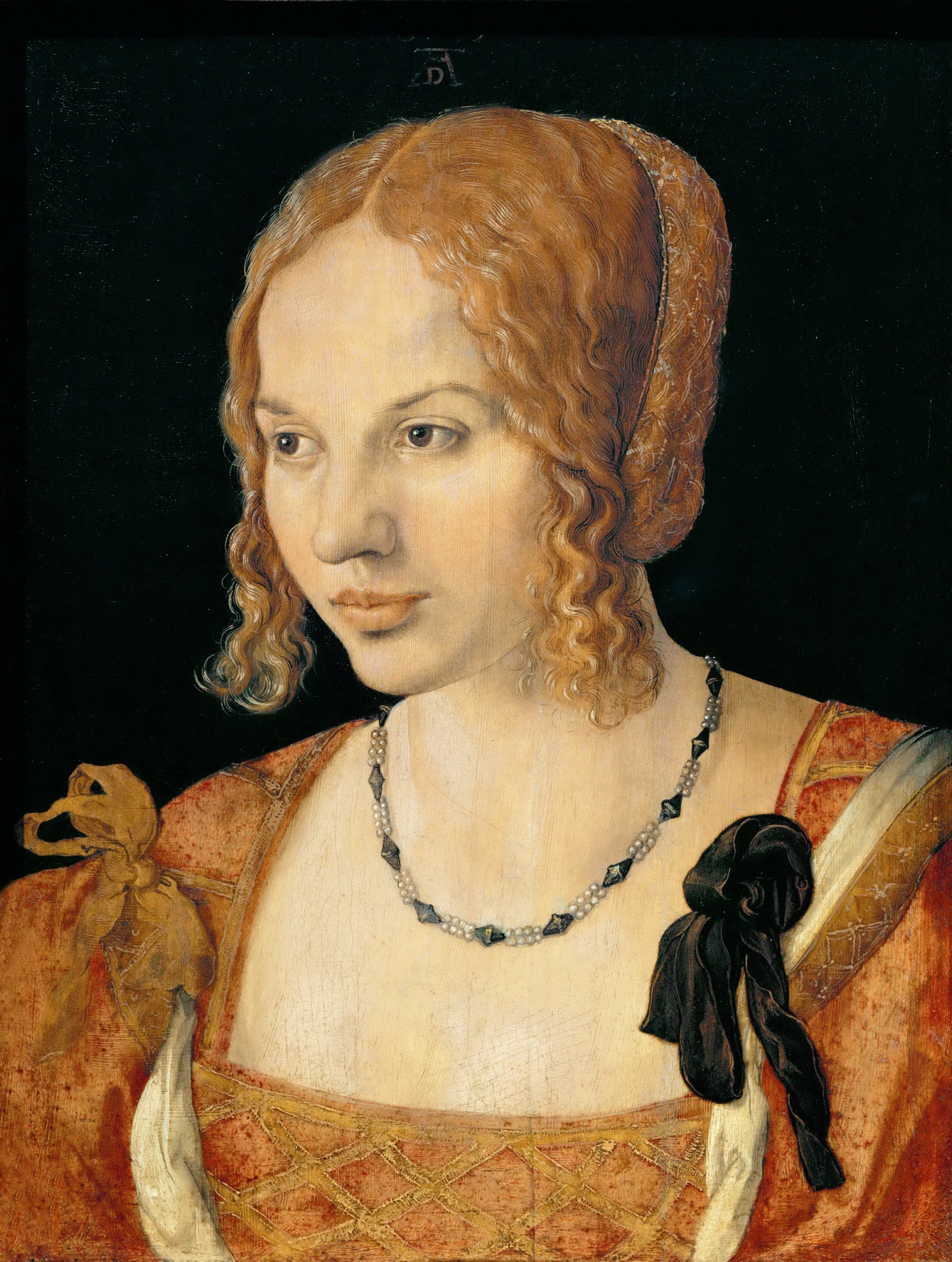
Ritratto di giovane veneziana (1515)

Nella primavera o ai primi di autunno del 1505, Dürer interruppe il lavoro e si mise nuovamente in viaggio verso l'Italia, probabilmente con l'occasione di sfuggire a un'epidemia che aveva colpito la sua città. Egli desiderava inoltre completare le proprie conoscenze sulla prospettiva e ritrovare un ambiente culturale ricco e stimolante ben più di Norimberga. Se per il primo viaggio le notizie sono piuttosto scarne, il secondo è invece ben documentato, grazie innanzitutto alle dieci lettere che indirizzò all'amico Willibald Pirckheimer, spesso ricche di gustosi particolari che descrivono le sue aspirazioni e i suoi stati d'animo, talvolta travagliati. Avrebbe voluto portare con sé il fratello Hans, ma la madre anziana e apprensiva non concesse il permesso.
Seguendo lo stesso tragitto della volta precedente prese la via del sud, diretto a Venezia, facendo una prima sosta ad Augusta, patria della famiglia Fugger, che lo avrebbe ospitato nella città lagunare. Già in quell'occasione ricevette la proposta di dipingere una pala per la chiesa della comunità tedesca veneziana, San Bartolomeo, da terminare per la metà del maggio 1506. Passò poi per il Tirolo, i valichi alpini, e la valle dell'Adige.
Il Dürer che arrivava in Italia questa volta non era più il giovane artista sconosciuto di dieci anni prima, ma un artista conosciuto e apprezzato in tutta Europa, soprattutto grazie alle sue incisioni, così ammirate e copiate frequentemente. Per pagarsi il viaggio e provvedere ai bisogni si era portato dietro alcuni dipinti che contava di vendere, tra cui probabilmente la Madonna di Bagnacavallo. Inoltre contava di lavorare guadagnando con la propria arte.
Arrivato a Venezia si immerse nell'ambiente cosmopolita della città, comprò nuovi abiti eleganti, descritti nelle lettere, e frequentò personaggi colti, estimatori d'arte e musicisti, come un perfetto gentiluomo. Raccontò che talvolta era così ricercato dagli amici da doversi nascondere per trovare un po' di pace: sicuramente la sua figura slanciata e dal portamento elegante non doveva passare inosservata.
Suscitava anche antipatie, soprattutto nei colleghi italiani che, come egli stesso scrisse nelle sue lettere, "imitano la mia opera nelle chiese dovunque sia loro possibile, poi la criticano e dicono che non è eseguita secondo la maniera antica, e per questo non andrebbe bene". Egli fa il nome di due soli artisti locali: Jacopo de' Barbari e Giovanni Bellini. Quest'ultimo, di età ormai avanzata, era ritenuto da Dürer ancora il migliore sulla piazza ed aveva ricevuto da lui benevolenza e stima, andando a trovarlo ed esprimendo addirittura il desiderio di acquistare qualche suo lavoro, disponibile anche a pagarlo bene; un'altra volta il Bellini aveva elogiato il tedesco pubblicamente.
Jacopo de' Barbari, detto "Meister Jakob", era il protetto del norimberghese presente a Venezia Anton Kolb; verso questo collega Dürer ebbe parole di lieve sarcasmo, quando scrisse che in Italia erano molti gli artisti più bravi di lui.

### LaFesta del Rosarioe altre opere veneziane

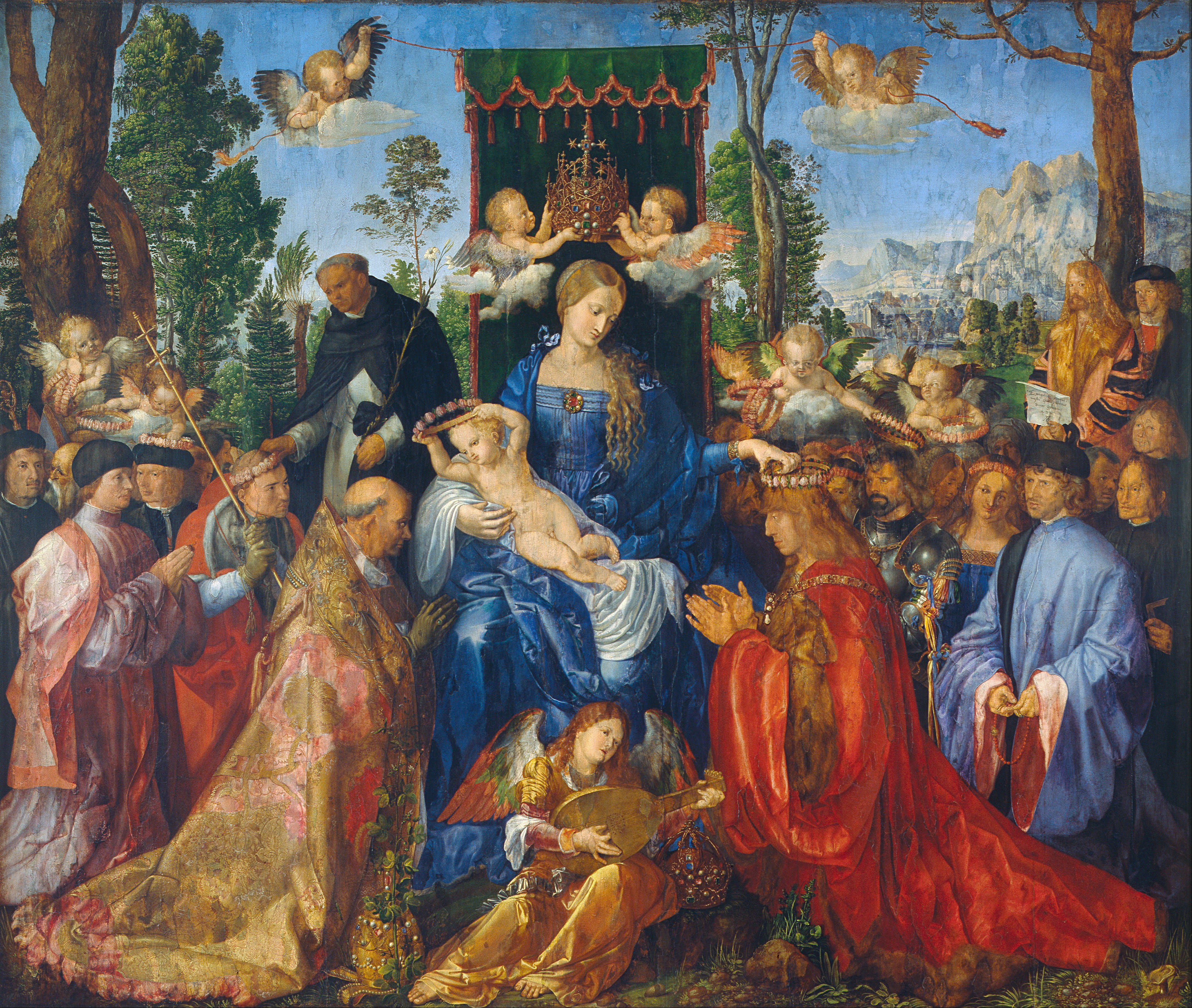
Festa del Rosario (1506)

Il secondo soggiorno nella città lagunare durò quasi un anno e mezzo. Quasi subito, ancor prima di mettersi al lavoro alla grande pala d'altare, dipinse il Ritratto di giovane veneziana. Sebbene il quadro, che porta la data del 1505 e che si trova a Vienna, non sia stato portato a termine completamente da lui, può essere considerato il ritratto femminile più affascinante tra quelli di sua mano. Dürer preparò questa pala con la massima cura.
Tra i singoli studi conservati, il Ritratto di un architetto (ora a Berlino, come la maggior parte dei fogli compiuti a Venezia) è eseguito su carta blu ad acquerello bianco e nero, con la tecnica del disegno a pennello che aveva appreso dai pittori del posto. Tra i lavori preparatori costituisce un'eccezione lo Studio per il mantello del papa (conservato a Vienna), un semplice disegno a pennello su carta bianca in cui il motivo del mantello è però accennato in un morbido colore ocra e violetto.
L'opera più importante del soggiorno veneziano è però senza dubbio la Festa del Rosario, cioè la pala di cui aveva già discusso ad Augusta per decorare la chiesa della comunità tedesca gravitante attorno al Fontego dei Tedeschi. L'opera non fu realizzata così velocemente come il committente Jacob Fugger aveva sperato, ma richiese cinque mesi, venendo conclusa solo alla fine del settembre del 1506, quando l'artista comunicò la notizia a Pirckheimer. Prima che fosse terminata, il doge e il patriarca di Venezia, con la nobiltà cittadina, si erano recati nella sua bottega per vedere la tavola. Anni dopo, in una lettera al Senato di Norimberga del 1524, il pittore ricordò come in quell'occasione il doge gli avesse proposto di diventare pittore della Serenissima, con un'ottima offerta retributiva (200 ducati all'anno) che egli però declinò.

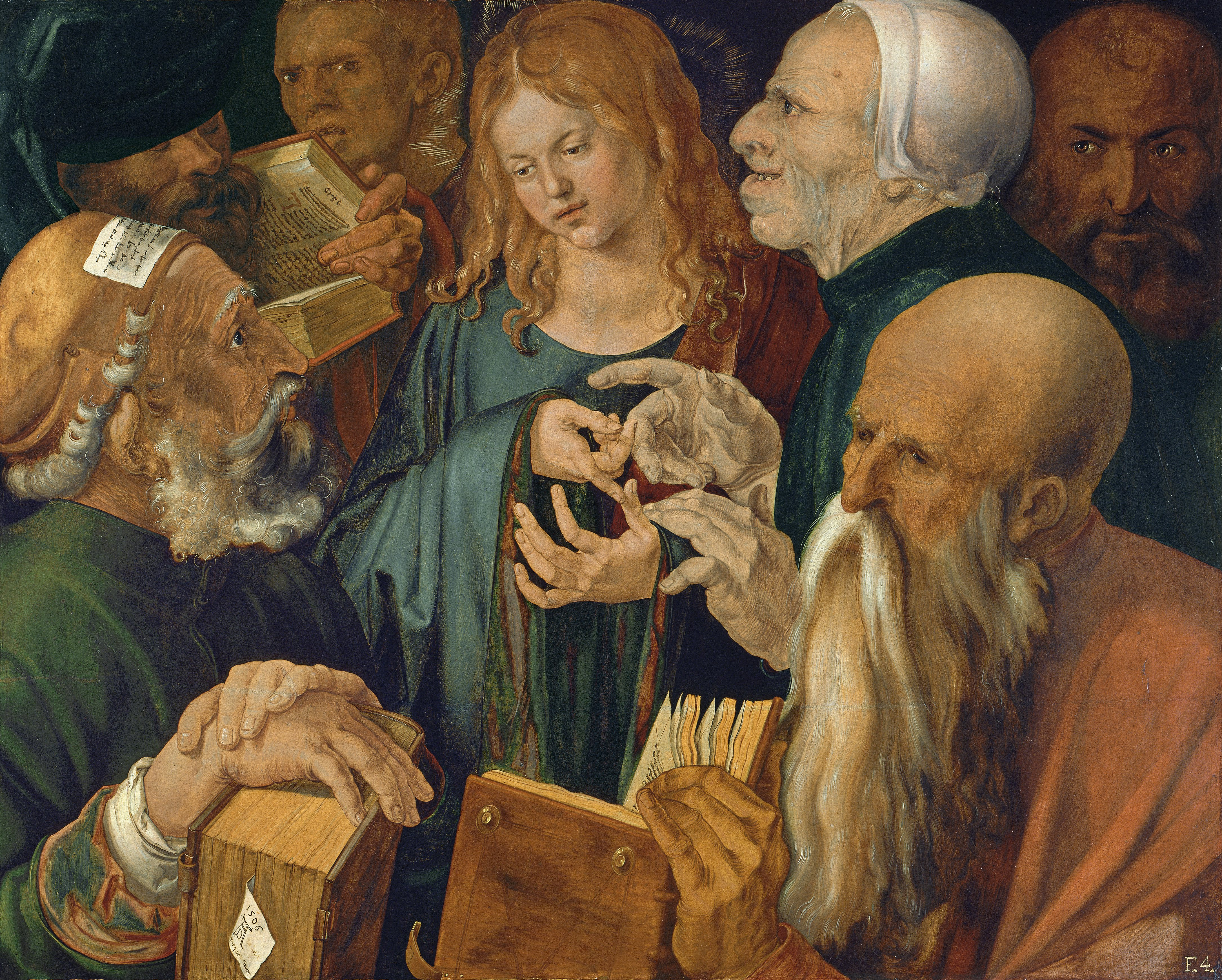
Cristo dodicenne tra i dottori (1506)

Pare che anche molti artisti locali andarono a vedere l'opera, tra cui il decano dei pittori veneziani, Giovanni Bellini, che in più di un'occasione manifestò la sua stima al pittore tedesco, peraltro ricambiata. Il soggetto della tavola era legato alla comunità teutonica veneziana, attiva commercialmente nel Fontego dei Tedeschi e che si riuniva nella Confraternita del Rosario, fondata a Strasburgo nel 1474 da Jacob Sprenger, l'autore del Malleus Maleficarum. Essi avevano come scopo la promozione del culto della Vergine del Rosario. Nel dipinto il maestro tedesco assorbì le suggestioni dell'arte veneta del tempo, come il rigore compositivo della composizione piramidale con al vertice il trono di Maria, la monumentalità dell'impianto e lo splendore cromatico, mentre di gusto tipicamente nordico è l'accurata resa dei dettagli e delle fisionomie, l'intensificazione gestuale e la concatenazione dinamica tra le figure. L'opera è infatti memore della calma monumentalità di Giovanni Bellini, con l'omaggio esplicito dell'angelo musicante già presente, ad esempio, nella Pala di San Giobbe (1487) o nella Pala di San Zaccaria (1505).
A Venezia Dürer fece alcuni ritratti di notabili locali, sia maschili che femminili, e realizzò altre due opere a soggetto religioso: la Madonna del Lucherino, molto simile alla Festa del Rosario da apparire come un dettaglio di essa, e il Cristo dodicenne tra i dottori, che, come ricorda la firma apposta sull'opera, l'artista realizzò in appena cinque giorni utilizzando un sottile strato di colore con pennellate fluide. Lo schema compositivo di quest'opera è serrato, con una serie di personaggi a mezza figura attorno al Cristo bambino che disputano le verità della religione: si tratta di una vera e propria galleria di personaggi, influenzata dagli studi di Leonardo sulle fisionomie, in cui appare anche una vera e propria caricatura.

### Il rientro (1507)
Alla fine del suo soggiorno, ai primi del 1507, l'artista si recò a Bologna, dove cercò qualcuno che gli avrebbe insegnato "l'arte segreta della prospettiva". Prima di partire scrisse a Pirckheimer queste testuali parole: "O, wie wird mich nach der Sonne frieren! Hier bin ich ein Herr, daheim ein Schmarotzer." (Traduzione: "Oh, come sarà per me freddo, dopo il sole! Qui (a Venezia) sono un signore, in patria un parassita").
Durante il viaggio di ritorno in patria, acquerellò diversi paesaggi, come il Castello alpino ora a Braunschweig - che è forse quello di Segonzano - il Castello di Trento del British Museum, la Veduta di Arco al Museo del Louvre, e quella di Innsbruck a Oxford; nel confronto di tali paesaggi con quelli da lui composti precedentemente al viaggio in Italia si nota la resa più sciolta e la maggiore libertà di osservazione.

### Il trattato sulla proporzione

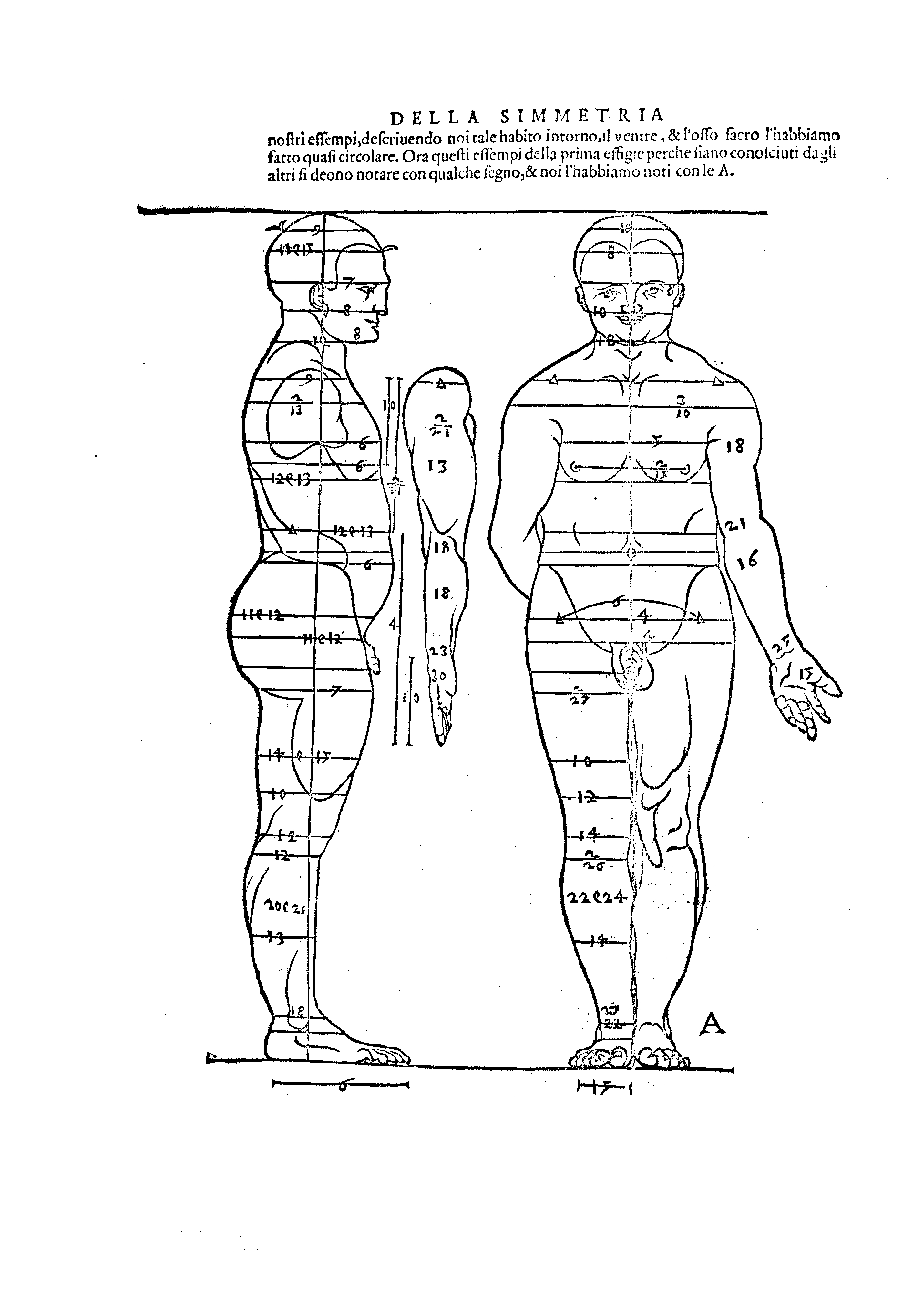
Illustrazione dal trattato

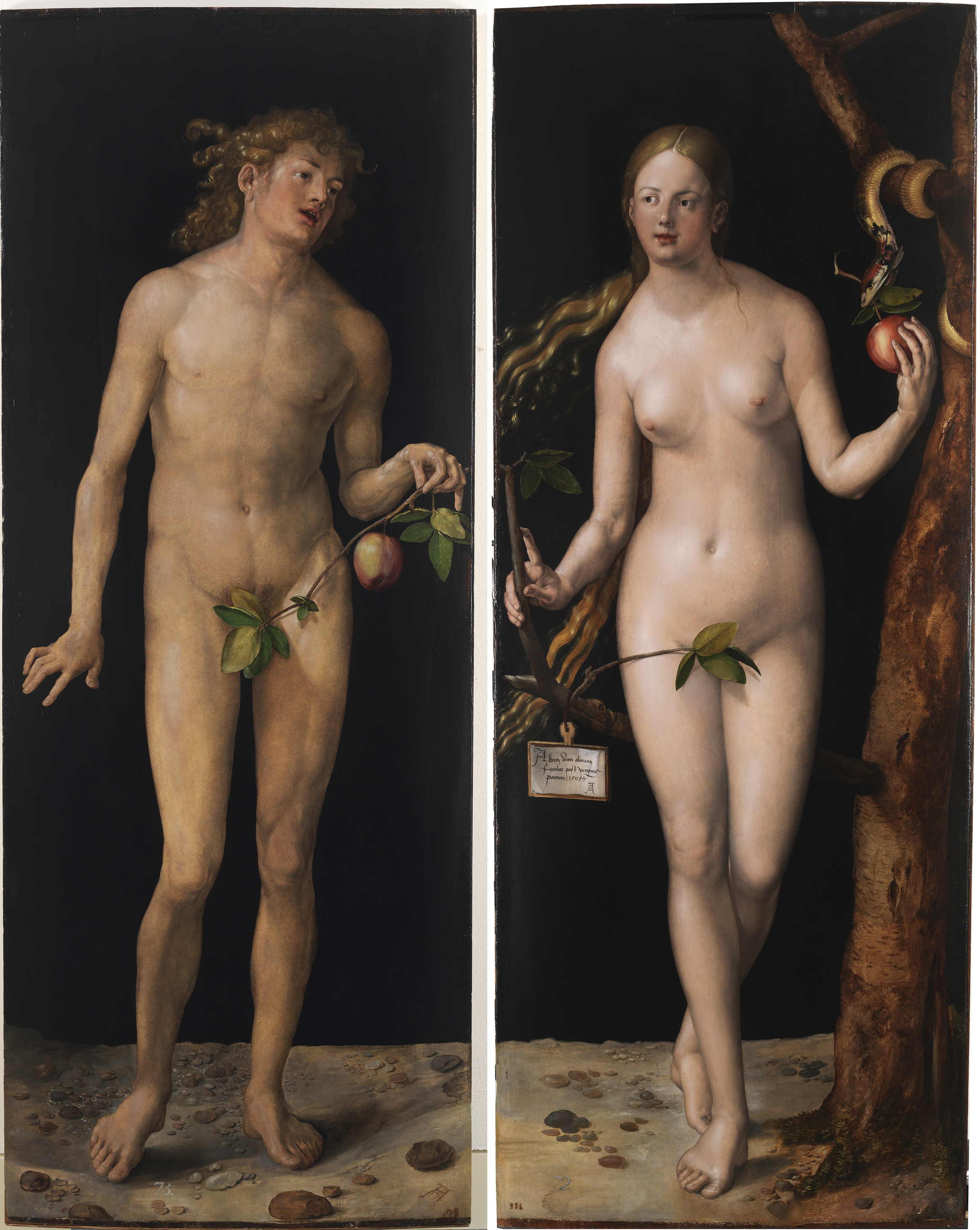
Adamo ed Eva (1507)

Tornato a Norimberga Dürer, mosso dagli esempi di Leon Battista Alberti e Leonardo da Vinci, avrebbe voluto mettere nero su bianco, in un trattato, le conoscenze teoriche acquisite sull'operare artistico, in particolare sulle proporzioni perfette del corpo umano. Si dedicò così a studi che solo in parte arrivarono alla pubblicazione.
Secondo Dürer, in opposizione ad alcuni non meglio precisati trattisti italiani, che "parlano di cose che non sono poi in grado di fare", la bellezza del corpo umano non si basava su concetti e calcoli astratti, ma era qualcosa che si basava innanzitutto sul calcolo empirico. Per questo si dedicò alla misurazione di un gran numero di individui, senza però riuscire ad approdare a un modello definitivo e ideale, essendo esso mutabile in relazione ai tempi e alle mode. "Che cosa sia la bellezza io non lo so... Non ne esiste una che sia tale da non essere suscettibile di ulteriore perfezionamento. Solo Dio ha questa sapienza e quegli cui lui lo rivelasse, questi ancora lo saprebbe".
Questi studi culminarono, nel 1507, con la creazione delle due tavole di Adamo ed Eva conservate al Museo del Prado, in cui la bellezza ideale dei soggetti non scaturisce dalla regola classica delle proporzioni di Vitruvio, ma da un approccio più empirico, che lo porta a creare figure più slanciate, aggraziate e dinamiche. La novità si vede bene confrontando l'opera con l'incisione del Peccato originale di qualche anno prima, in cui i progenitori erano irrigiditi da una geometrica solidità.

### Pale d'altare

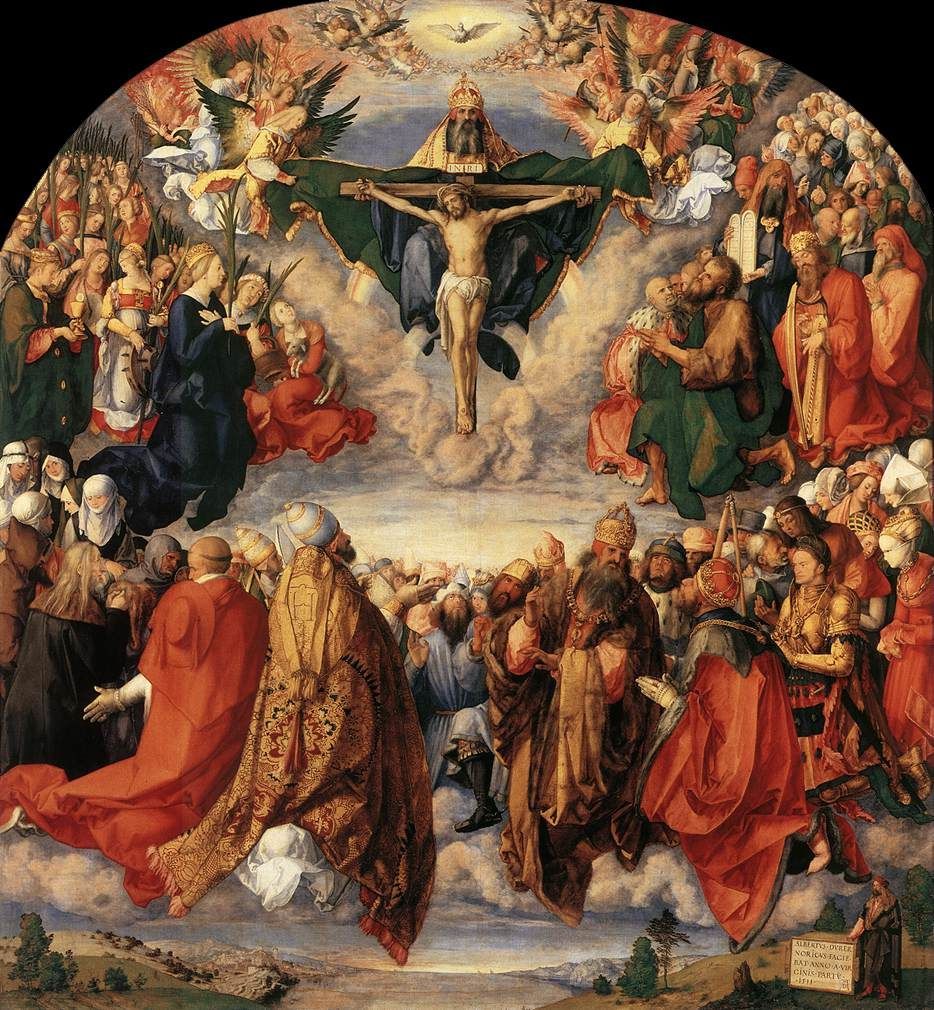
Adorazione della Santissima Trinità (1511)

Tornato da Venezia ricevette nuove commissioni per grandi pale d'altare. Federico il Saggio gli richiese una nuova tavola, il Martirio dei Diecimila (completato nel 1508), in cui l'artista, come divenuta consuetudine in quegli anni, si ritrasse tra i personaggi vicino all'iscrizione con la sua firma e la data.
Una seconda opera fu la tavola centrale dell'Altare Heller, un trittico con sportelli mobili commissionato dal mercante di Francoforte Jakob Heller, con gli scomparti laterali dipinti da aiuti. La tavola centrale, distrutta in un incendio nel 1729 e conosciuta solo grazie a una copia del 1615, mostra una complessa fusione delle iconografie dell'Assunzione dell'Incoronazione della Vergine, che riprendeva un dipinto di Raffaello visto in Italia, la Pala degli Oddi.
La terza pala d'altare fu l'Adorazione della Santissima Trinità, realizzata per la cappella della "Casa dei Dodici fratelli", un'istituzione caritatevole di Norimberga. L'opera mostra una visione celeste in cui Dio Padre, con la corona imperiale, tiene la croce del figlio ancora vivo, mentre in alto fa la sua comparsa la colomba dello Spirito Santo in un nimbo luminoso circondato da cherubini. Due anelli adoranti si dispongono attorno alla Trinità: tutti i santi e, più in basso, la comunità cristiana guidata dal papa e dall'imperatore. Più in basso, in un vastissimo paesaggio, l'artista rappresentò sé stesso, isolato.
A parte queste grandi opere il secondo decennio del Cinquecento segnò una certa stasi nell'attività pittorica, in favore di un impegno sempre più profondo negli studi di geometria e teoria estetica.

### IMeisterstiche

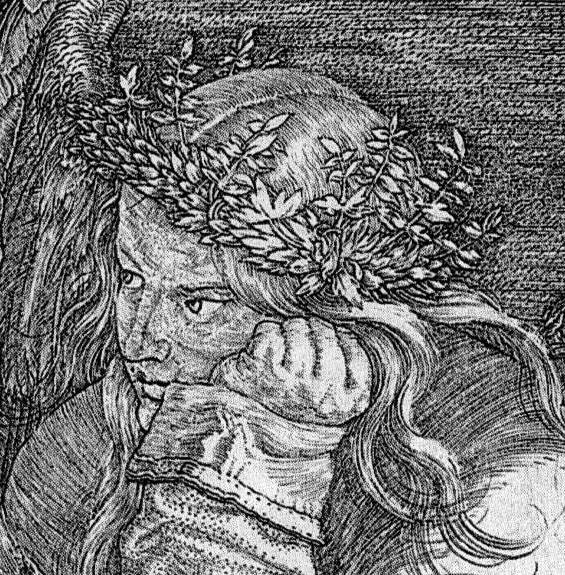
Melencolia I, dettaglio

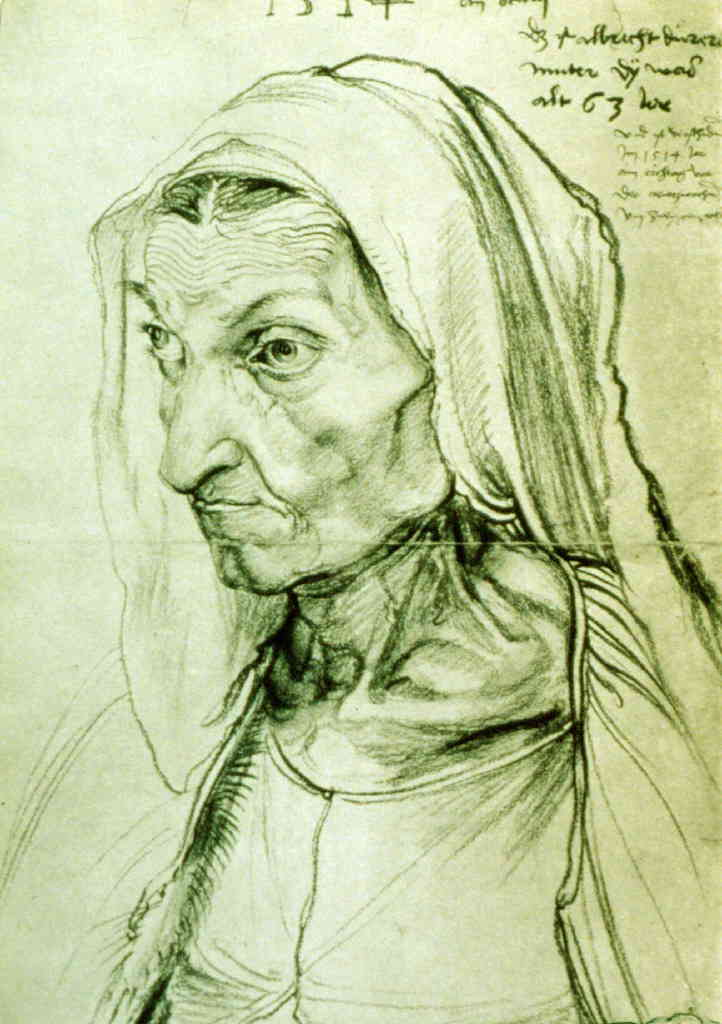
Ritratto della madre anziana (1514)

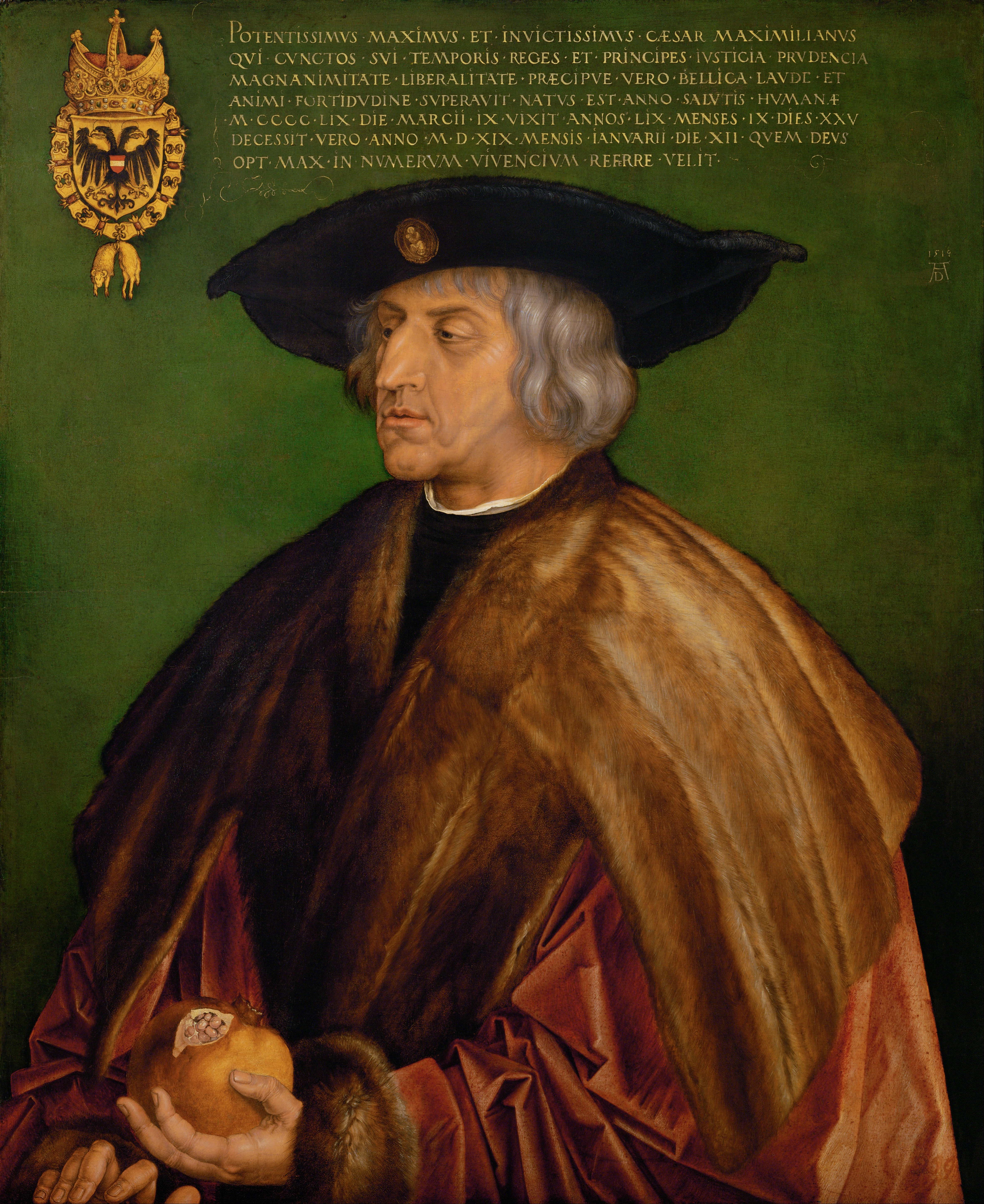
Ritratto dell'imperatore Massimiliano I (1519)

Questo periodo per l'artista è anche quello delle incisioni più celebri, grazia all'ormai completa padronanza del bulino, che gli permise di realizzare una serie di capolavori sia sul piano della tecnica che di quello della concentrazione fantastica.
Risalgono infatti al 1513-1514 le tre opere allegoriche del Cavaliere, la morte e il diavolo, il San Girolamo nella cella e Melencolia I. Le tre incisioni, note come i Meisterstiche, sebbene non legate dal punto di vista compositivo, rappresentano tre esempi diversi di vita, legati rispettivamente alle virtù morali, intellettuali e teologiche.

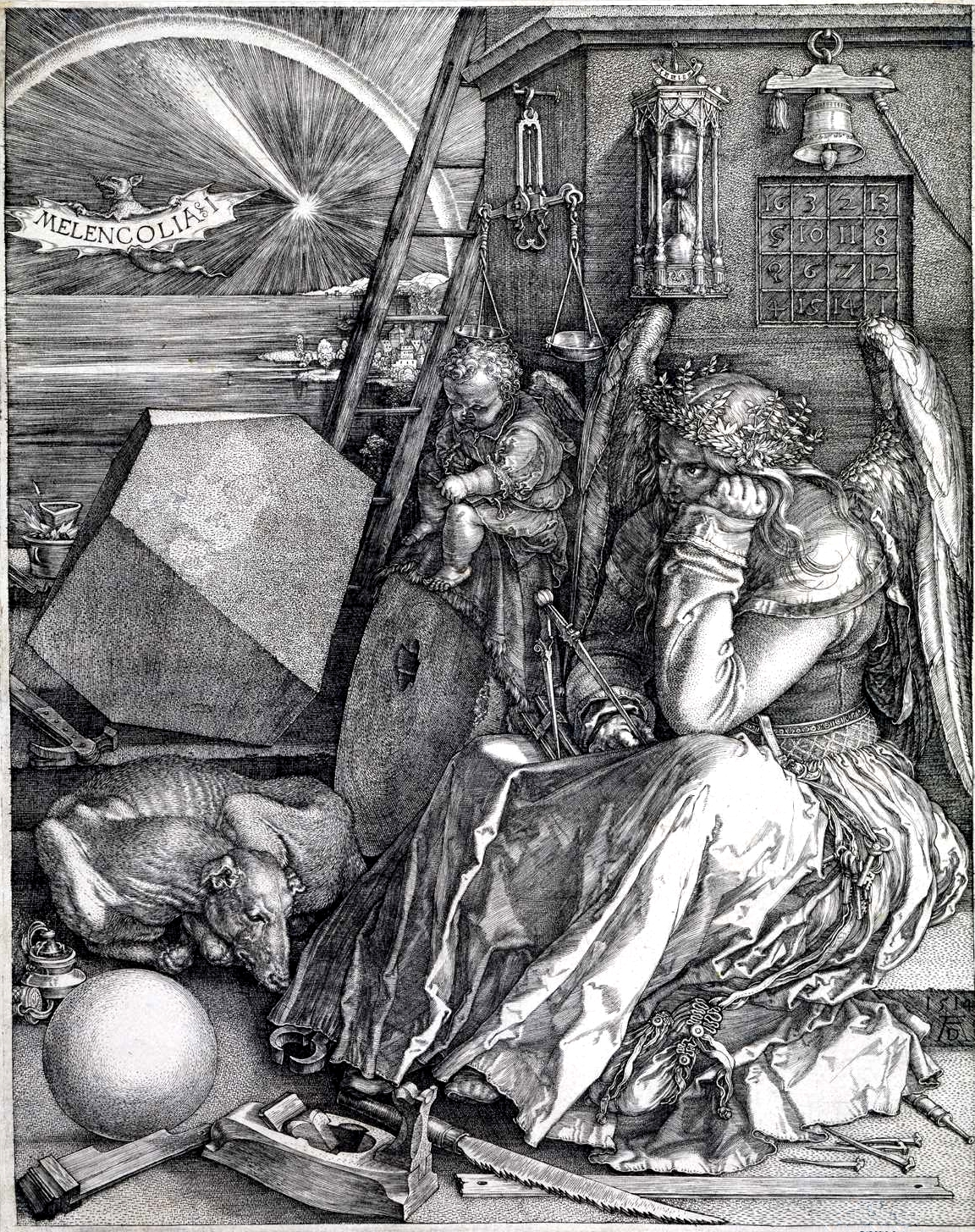
Melencolia I
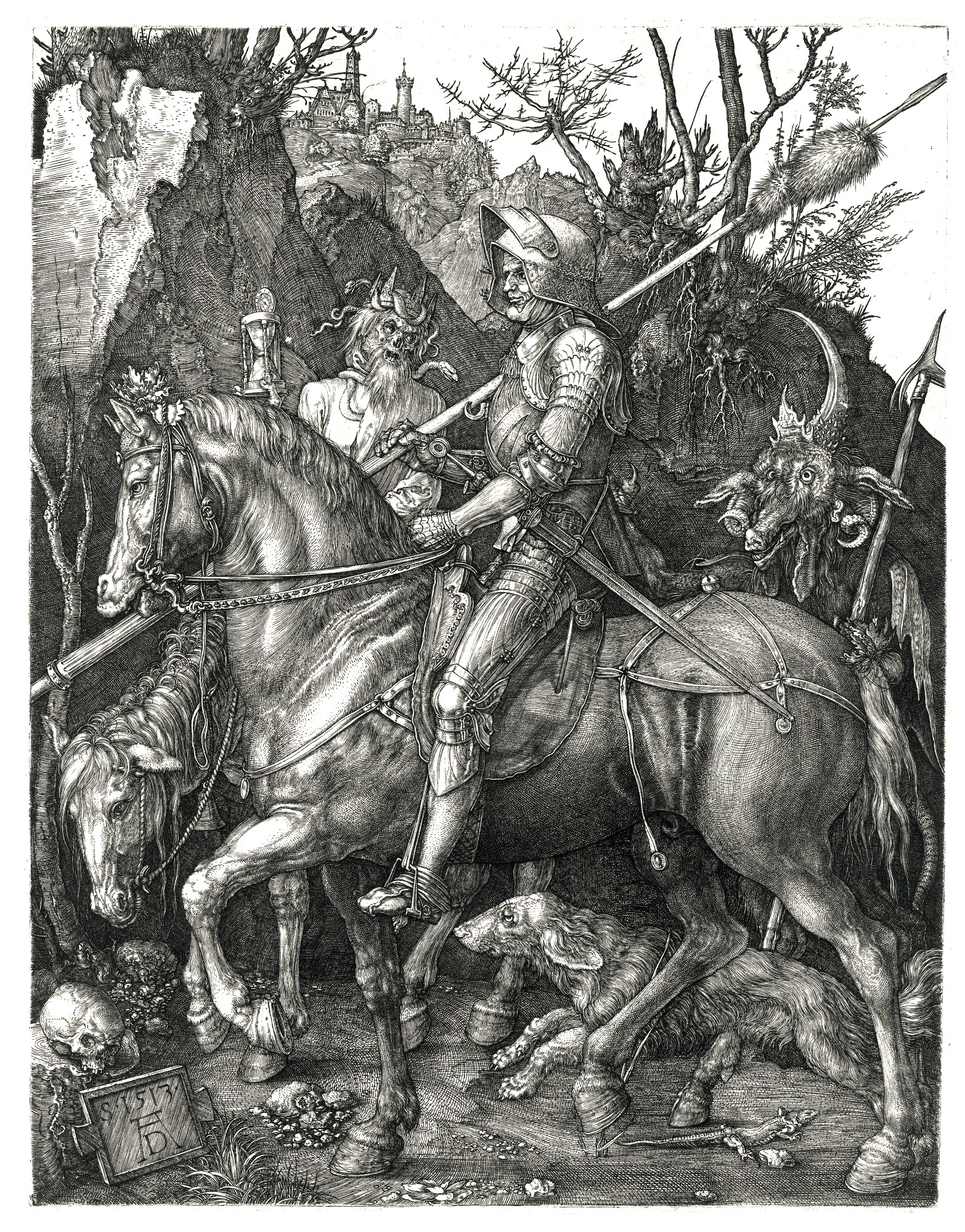
Il cavaliere, la morte e il diavolo
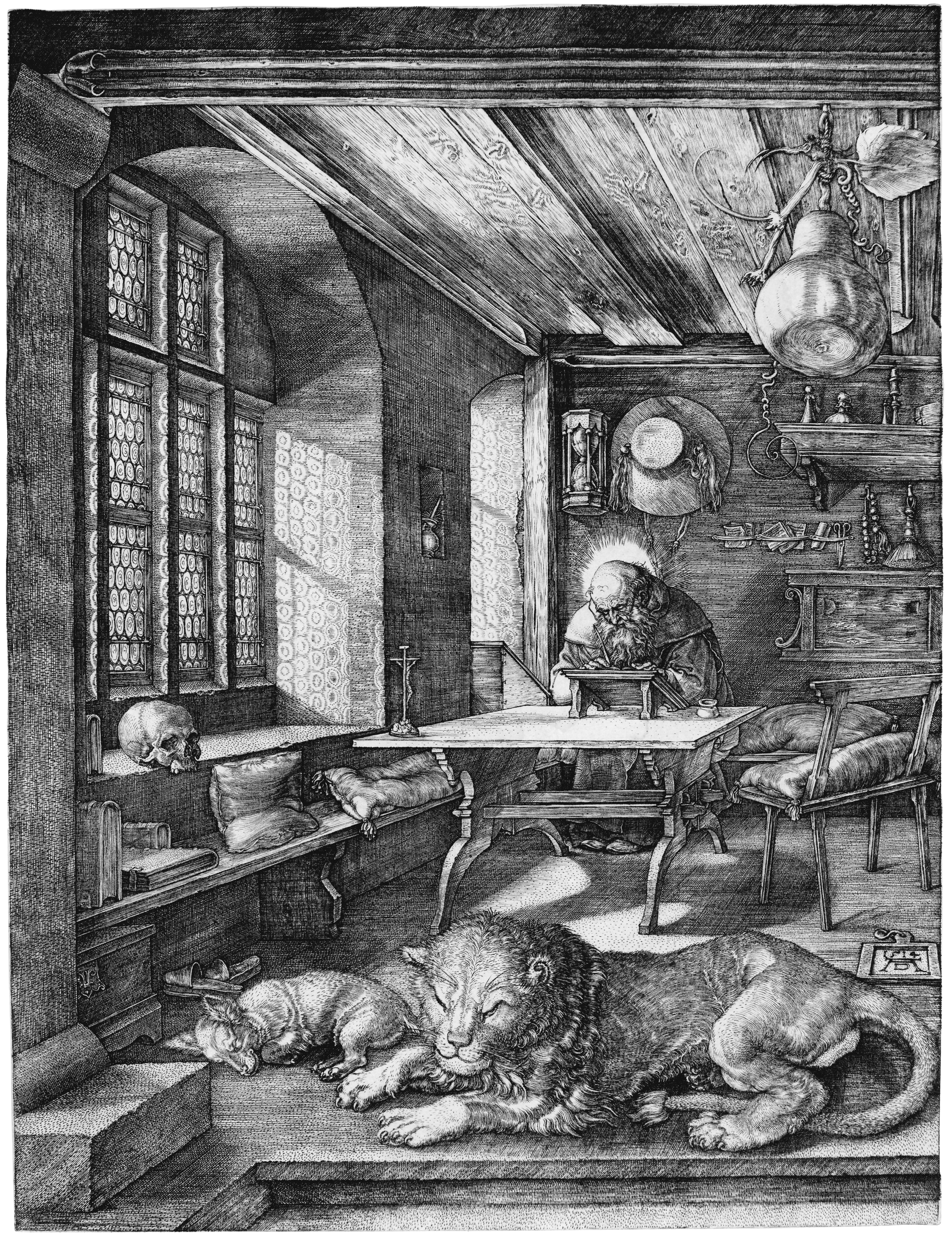
San Girolamo nella cella

### Nuovi ritratti
Nel 1514 morì la madre, pochi mesi dopo che l'artista le aveva fatto un ritratto a carboncino di drammatico realismo, quando essa era già malata e presagiva la fine.
Due anni dopo dipinse il ritratto di Michael Wolgemut, l'antico maestro, che morì tre anni dopo. In quell'occasione Dürer riprese in mano il foglio per aggiungervi "aveva 82 anni e ha vissuto fino al 1519, quando è morto il mattino del giorno di sant'Andrea, prima del sorgere del sole".

### Al servizio di Massimiliano I
Nella primavera del 1512, Massimiliano I d'Asburgo si era fermato per più di due mesi a Norimberga, dove aveva conosciuto Dürer. Per celebrare l'imperatore e la sua casata l'artista concepì allora un'impresa mai vista, quella di una gigantesca xilografia, vera antesignana dei poster, composta da 193 blocchi stampati separatamente e riuniti insieme a formare un grande Arco trionfale, con storie della vita di Massimiliano e dei suoi antenati. Essa richiese, oltre al contributo di Dürer, quello di eruditi, architetti e intagliatori. La straordinaria composizione venne ricompensata all'artista con un beneficio annuo di cento fiorini, che doveva essergli corrisposto dalla municipalità di Norimberga.. Nel 1515 disegnò una xilografia di un rinoceronte indiano di cui aveva sentito parlare, che divenne nota come Rinoceronte di Dürer.
Ancora nel 1518, durante la Dieta di Augusta, Dürer venne chiamato dal sovrano per ritrarlo. Fece un disegno a matita dal vero, dal quale avrebbe poi ricavato il ritratto su tavola, a margine del quale annotò con un certo orgoglio: "È l'imperatore Massimiliano che io Albrecht Dürer ho ritratto ad Augusta, su in alto nel palazzo, dentro la sua piccola stanzetta, lunedì 28 giugno 1518".
Il 12 gennaio 1519 la morte dell'imperatore colse l'artista di sorpresa, acuendo il dolore in un momento di crisi personale. Il suo amico Pirckheimer scrisse infatti in una lettera a un altro umanista "Dürer sta male", avvertendone tutto il disagio. Il Senato di Norimberga aveva infatti approfittato della morte del sovrano per interrompere il pagamento del vitalizio annuo, che costrinse l'artista a partire per un lungo viaggio nei Paesi Bassi per incontrare il suo successore, Carlo V, e ottenere la conferma del privilegio.
Oltre i disagi di natura economica l'artista viveva inoltre in quel periodo il turbamento per la predicazione di Martin Lutero. Nella dottrina del frate agostiniano riuscì però a trovare un rifugio dal suo disagio e all'inizio del 1520 scrisse una lettera al bibliotecario di Federico di Sassonia in cui esprimeva la volontà di incontrare Lutero per farne un ritratto, in segno di ringraziamento e stima, cosa che alla fine mai avvenne.
Nel 1519 un artista olandese, Jan van Scorel, incontrò a Norimberga Dürer, dopo essersi appositamente recato in viaggio, ma lo trovò così preso dalle questioni religiose che preferì rinunciare alle richieste di insegnamenti e se ne ripartì.

### Il viaggio nei Paesi Bassi (1520-1521)

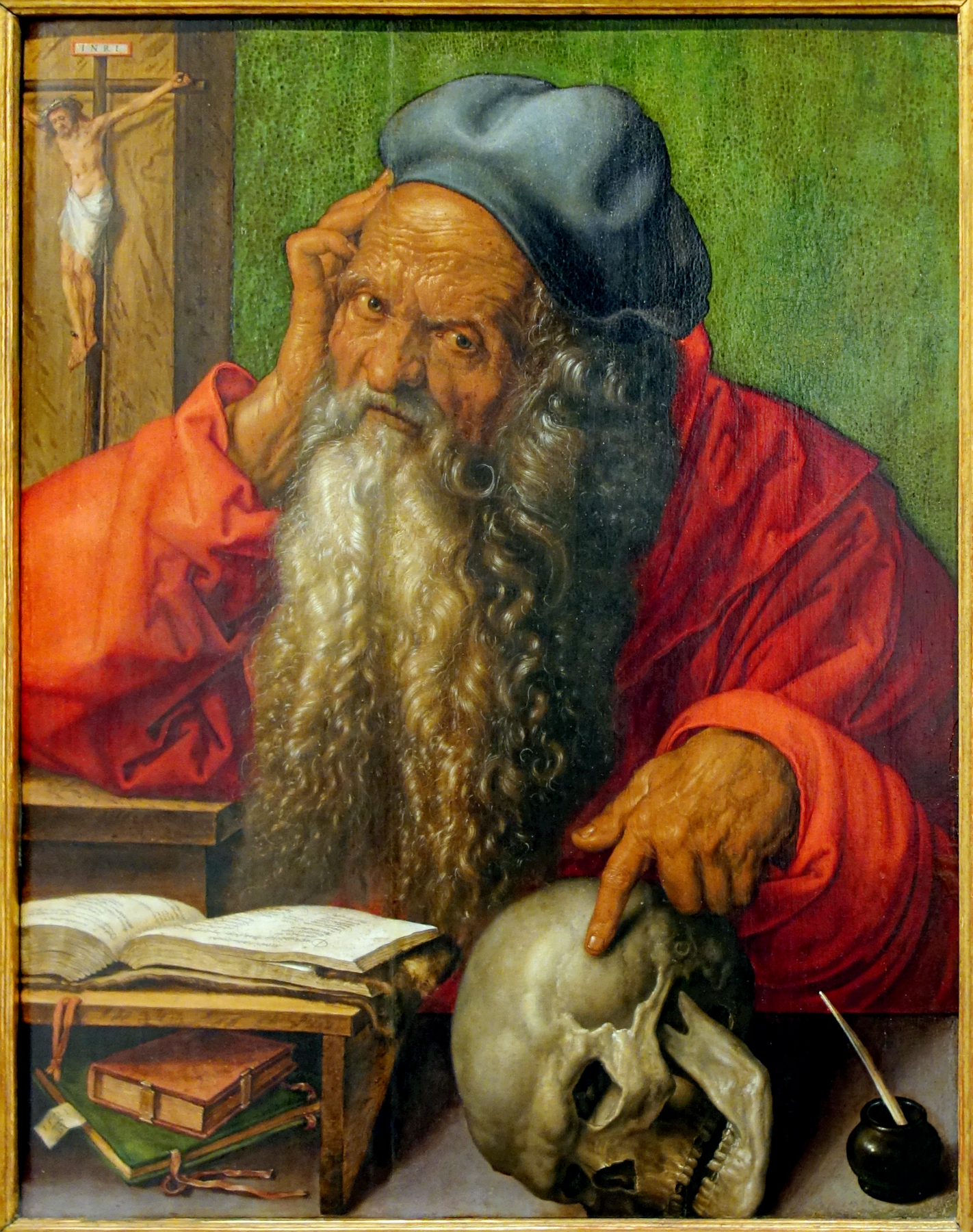
San Girolamo nello studio (1521) fu l'opera più importante che Dürer dipinse nel suo ultimo grande viaggio.

Il 12 luglio 1520 Dürer si accinse dunque a partire per l'ultimo dei suoi grandi viaggi, che lo tenne lontano da casa per un intero anno. A differenza degli altri viaggi, venne accompagnato dalla moglie Agnes e da una domestica; inoltre tenne un diario in cui annotò gli accadimenti, le impressioni e i tornaconti. Durante tutto il viaggio l'artista non mangiava mai con la moglie, ma piuttosto preferiva farlo da solo o con un ospite.
Oltre alla necessità di incontrare Carlo V, il viaggio rappresentava l'occasione di un giro commerciale, nonché rendeva possibile incontrare artisti, amici e committenti. Al ritorno però annotò, anche se senza rammarico, che facendo i conti tra quanto aveva guadagnato e quanto aveva speso ne era uscito in perdita.
Partito con una grande quantità di stampe e dipinti, che contava di vendere o di regalare, l'artista fece una prima tappa via terra a Bamberga, dove il vescovo li accolse con cordialità. Navigò poi fino a Magonza e Colonia; poi con cinque giorni di viaggio via terra raggiunse Anversa, dove alloggiò presso un certo Blankvelt che offriva loro anche il vitto. Il 23 ottobre assistette all'incoronazione di Carlo V e il 12 novembre, "con grandi fatiche e sforzi", ottenne udienza dall'imperatore e la riconferma della rendita. Nel frattempo visitò molti luoghi, incontrando artisti e mercanti che lo riconobbero come grande maestro, trattandolo con magnificenza e cordialità. Tra gli altri conobbe Luca da Leida, e Joachim Patinir, che lo invitò alla sua festa di nozze e chiese il suo aiuto per alcuni disegni.
Poté inoltre ammirare i capolavori della pittura fiamminga e venne ricevuto da numerose personalità di rango. Tra tutte queste Margherita d'Austria, la governatrice dei Paesi Bassi figlia di Massimiliano, lo chiamò a Bruxelles, gli mostrò molta benevolenza e gli promise di intercedere presso Carlo. L'artista le fece dono di una sua Passione e di una serie di incisioni.

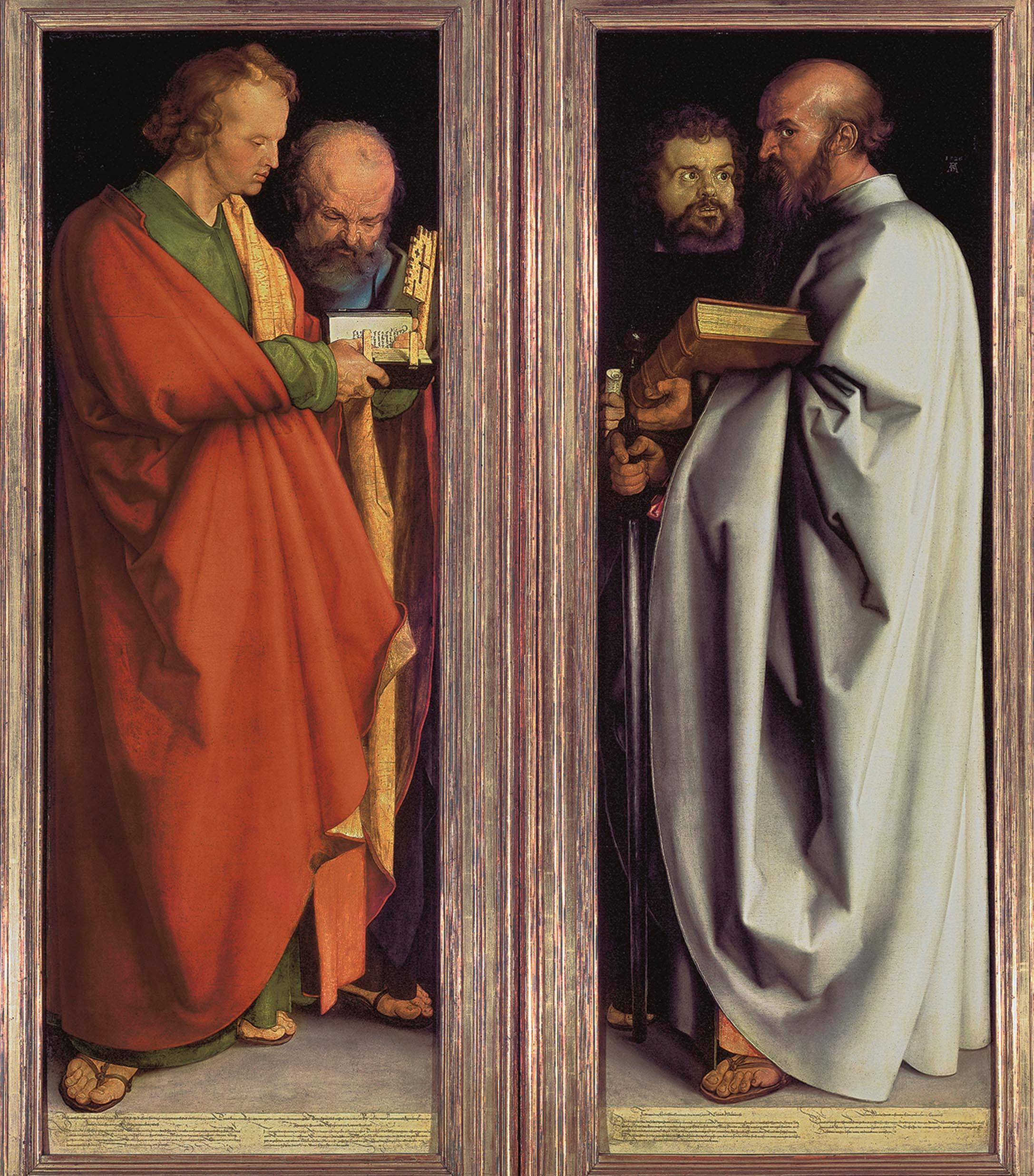
Quattro Apostoli (1526)

Tornato nella sua città malato e stanco, si dedicò soprattutto alla produzione di incisioni e alla scrittura dei trattati di geometria e scienza delle fortificazioni.
L'avvicinamento alla dottrina protestante si rifletté anche nella sua arte, abbandonando quasi completamente i temi profani e i ritratti, preferendo sempre più i soggetti evangelici, mentre il suo stile si faceva più severo ed energetico. Il progetto per una sacra conversazione, di cui restano numerosi, stupendi studi, venne probabilmente accantonato proprio per le mutate condizioni politiche e il clima ormai ostile verso le immagini sacre, accusate di alimentare l'idolatria.
Per difendersi forse da questa accusa, nel 1526, in piena epoca luterana, dipinse le due tavole con i monumentali Quattro Apostoli, veri campioni di virtù cristiana, che donò al municipio della propria città. Si tratta di testimonianza della spiritualità maturata con la riforma luterana e apice della sua ricerca pittorica tesa alla ricerca della bellezza espressiva e della precisione della rappresentazione della persona umana e della rappresentazione prospettica dello spazio.
Lo stesso anno dipinse gli ultimi ritratti, quelli di Bernhart von Reesen, Jakob Muffel, Hieronymus Holzschuher e Johann Kleberger.
Del 1525 è un trattato di prospettiva nell'ambito della geometria descrittiva e Nel 1527 fece pubblicare il Trattato sulle fortificazioni di città, castelli e borghi; nel 1528 uscirono poi quattro libri sulle proporzioni del corpo umano.

### Morte
Dürer, malato già da tempo, morì il 6 aprile 1528 nella sua casa di Norimberga e fu sepolto nel cimitero della chiesa di San Giovanni, ove riposa tuttora. Era rimasto fedele all'insegnamento di Lutero, mentre il suo amico Pirckheimer aveva abiurato tornando al cattolicesimo. Sulla lapide dell'amico artista Pirckheimer fece incidere l'epigrafe latina: "Ciò che di mortale fu di Albrecht Dürer riposa in questa tomba".
Non avendo avuto figli, Albrecht Dürer lasciò in eredità alla moglie la casa e una cospicua somma in denaro: al momento del decesso era uno dei dieci cittadini più ricchi di Norimberga.

## Le ricerche
La fama di Dürer è dovuta anche ai suoi studi e alle sue ricerche a carattere scientifico soprattutto in campi come la geometria, la prospettiva, l'antropometria e l'astronomia, quest'ultima testimoniata da una celebre carta celeste con polo eclittico. Fortemente influenzato dagli studi di Leonardo da Vinci, Dürer concepì l'idea di un trattato sulla pittura intitolato Underricht der Malerei con il quale intendeva fornire ai giovani pittori tutte le nozioni che egli aveva potuto acquisire grazie alla sua esperienza di ricerca, ma non riuscì però nell'intento che si era inizialmente prefissato. I suoi scritti ebbero molta importanza per la formazione del linguaggio scientifico tedesco, e alcuni trattati sulle prospettive e sulle proporzioni scientifiche del corpo umano risultarono utili ai cadetti pittori dell'epoca.
Dürer è inoltre autore di un importante lavoro sulla geometria in quattro libri intitolato "I quattro libri sulla misurazione" (Underweysung der Messung mit dem Zirckel und Richtscheyt or Instructions for Measuring with Compass and Ruler). Nell'opera il pittore focalizza l'attenzione sulla geometria lineare. Le costruzioni geometriche di Dürer includono eliche, spirali e coniche. Egli trasse ispirazione dal matematico della Grecia Antica Apollonio, oltre che dal libro del suo contemporaneo e concittadino Johannes Werner intitolato 'Libellus super viginti duobus elementis conicis' del 1522.

## Curiosità
- A Dürer è stato intitolato il cratere Dürer, sulla superficie di Mercurio, e l'asteroide 3104 Dürer[42].
- Sigmund Freud teneva nel suo studio di Vienna le riproduzioni delle opere di Dürer Il bacio di Giuda e San Girolamo nella cella[43]

## Opere

### Dipinti

#### Giovinezza (1490–1494)
- Ritratto di Barbara Holper (fronte) e Paesaggio roccioso con draghi (retro), 1490, 47.2 × 35.7 × 0.6 cm, olio su tavola di abete (Germanisches Nationalmuseum, Norimberga, Germania)[44]
- Ritratto di Albrecht Dürer il Vecchio (fronte) e Stemma combinato delle famiglie Dürer e Holper (retro), 1490, 47.5 × 39.5 cm, olio su tavola (Galleria degli Uffizi, Firenze, Italia)[44][45][46]
- Uomo dei dolori, c. 1492-1493, 37 × 26 cm, olio su tavola di conifera (Staatliche Kunsthalle, Karlsruhe, Germania)[47]
- Autoritratto con fiore d'eringio, 1493, 56.5 × 44.5 cm, olio su vellum, trasferito su tela di lino (Museo del Louvre, Parigi, Francia)[48]

#### Primo viaggio in Italia (1494–1495) e maturità (1495–1505)
- Madonna di Bagnacavallo  (o Madonna del Patrocinio), 1495, 47.8 × 36.5 cm, olio su tavola (Fondazione Magnani-Rocca, Mamiano, Italia)[49]
- Polittico dei Sette Dolori, smembrato:
  - Mater Dolorosa, c. 1495-1498, 110 × 43.6 cm, olio su tavola di pino (Alte Pinakothek, Monaco di Baviera, Germania)[50]
  - Circoncisione di Gesù, c. 1495-1496, 63 × 45.5 cm, olio su tavola (Gemäldegalerie Alte Meister, Dresda, Germania)[51]
  - Fuga in Egitto, c. 1495-1496, 63 × 46 cm, olio su tavola (Gemäldegalerie Alte Meister, Dresda, Germania)[52]
  - Cristo tra i Dottori del Tempio, c. 1495-1496, 62.5 × 45 cm, olio su tavola (Gemäldegalerie Alte Meister, Dresda, Germania)[53]
  - Via Crucis, c. 1495-1496, 63 × 44.5 cm, olio su tavola (Gemäldegalerie Alte Meister, Dresda, Germania)[54]
  - Cristo inchiodato sulla croce, c. 1495-1496, 62 × 46.5 cm, olio su tavola (Gemäldegalerie Alte Meister, Dresda, Germania)[55]
  - Crocifissione, c. 1495-1496, 63.5 × 45.5 cm, olio su tavola (Gemäldegalerie Alte Meister, Dresda, Germania)[56]
  - Deposizione, c. 1495-1496, 63 × 46 cm, olio su tavola (Gemäldegalerie Alte Meister, Dresda, Germania)[57]
- Ritratto di Federico il Saggio, 1496, 76 × 57 cm, tempera su tela (Gemäldegalerie, Berlino, Germania)[58]
- Altare di Dresda, 1496 117 × 96.5 cm (pannello centrale) e 114 × 45 cm (ciascun pannello laterale), olio su tela (Gemäldegalerie Alte Meister, Dresda, Germania)[59]
- San Girolamo penitente (fronte) e Scena celeste (retro), c. 1496, 23.1 × 17.4 cm, olio su tavola di pero (National Gallery, Londra, Regno Unito)[60]
- Madonna Haller (fronte) e Lot e le sue figlie in fuga da Sodoma (retro), c. 1496-1499, 52.4 × 42.2 cm, olio su tavola (National Gallery of Art, Washington, Stati Uniti d'America)[61][62]
- Ritratto di Albrecht Dürer il Vecchio (copia da Dürer), 1497 (originale) e tardo XVI secolo (copia), 51 × 40.3 cm, olio su tavola di tiglio (National Gallery, Londra, Regno Unito)[63]
- Fürlegerin con i capelli sciolti, 1497, 56.3 × 43.2 cm, olio su tela (Städel, Francoforte sul Meno, Germania)[64]
- Fürlegerin con i capelli raccolti, 1497, 56.5 × 42.5 cm, olio su tela (Gemäldegalerie, Berlino, Germania)[64]
- Ritratto d'uomo, 1497–98, 24.2×20 cm, olio su pergamena montata su tavola (Collezione Heinz Kisters, Kreuzlingen, Svizzera)
- Autoritratto con guanti, 1498, 52 × 41 cm, olio su tavola (Museo del Prado, Madrid, Spagna)[65]
- Compianto sul Cristo morto, 1498, 150 × 120.6 cm, olio su tavola di pino silvestre (Germanisches Nationalmuseum, Norimberga, Germania)[66]
- Ritratto di Hans Tucher (fronte) e Stemma combinato delle famiglie Tucher e Rieter (retro), 1499, 28 × 24 cm, olio su tavola (Museo del Castello di Weimar, Weimar, Germania)[67]
- Ritratto di Felicitas Tucher, 1499, 28 × 24 cm, olio su tavola (Museo del Castello di Weimar, Weimar, Germania)[68]
- Ritratto di Elspeth Tucher, 1499, 29.1 × 23.3 cm, olio su tavola di tiglio (Gemäldegalerie Alte Meister, Kassel, Germania)[69][70]
- Ritratto di Oswolt Krel, 1499, 50 × 39 cm (pannello centrale) e 50 × 16 cm (ciascun pannello laterale), olio su tavola (Alte Pinakothek, Monaco di Baviera, Germania)[71]
- Ritratto di uomo in figura di San Sebastiano (o Ritratto di San Sebastiano con una freccia), c. 1499-1505, 52.5 × 41.5 cm, olio su tavola (Accademia Carrara, Bergamo, Italia)[72][73]
- Autoritratto con pelliccia, 1500, 67.1 × 48.9 cm, olio su tavola di tiglio (Alte Pinakothek, Monaco di Baviera, Germania)[74]
- Ercole uccide gli uccelli stinfalidi, 1500, 84.5 × 107.5 cm, olio su tela (Germanisches Nationalmuseum, Norimberga, Germania)[75]
- Altare Paumgartner, c. 1500 (Alte Pinakothek, Monaco di Baviera, Germania):[76][77][78]
  - Natività, 155 × 126.1 cm, olio su tavola di tiglio
  - San Giorgio, 156.8 × 60.6 cm, olio su tavola di abete
  - Sant'Eustachio, 157 × 60.4 cm, olio su tavola di abete
- Compianto Glimm, c. 1500, 151.9 × 121.6 cm, olio su tavola di abete rosso (Alte Pinakothek, Monaco di Baviera, Germania)[79]
- Madonna col bambino al seno, 1503, 24.1 × 18.3 × 0.4 cm, olio su tavola di tiglio (Kunsthistorisches Museum, Vienna, Austria)[80]
- Adorazione dei Magi, 1504, 99 × 113.5 cm, olio su tavola (Galleria degli Uffizi, Firenze, Italia)[81]
- Ritratto d'uomo, c. 1504, 43 × 29 cm, olio su tavola (Museo di Belle Arti, Budapest, Ungheria)
- Ritratto di giovane veneziana, 1505, 32.5 × 24.2 cm, olio su tavola di abete rosso (Kunsthistorisches Museum, Vienna, Austria)[82]
- Altare Jabach, smembrato:
  - Giobbe e la moglie, c. 1505, 96 × 51.5 × 0.4 cm, olio su tavola di tiglio (Städel, Francoforte sul Meno, Germania)[83]
  - Pifferaio e suonatore di tamburo, c. 1505, 94 × 57 cm, olio su tavola di tiglio (Museo Wallraf-Richartz, Colonia, Germania)[83]
- Salvator Mundi (incompiuto), c. 1505, 58.1 × 47 cm, olio su tavola (Metropolitan Museum of Art, New York, Stati Uniti d'America)[84]

#### Secondo viaggio in Italia (1505–1507)
- Ritratto di Burkard von Speyer, 1506, 31.7 × 26 cm, olio su tavola (Royal Collection del Regno Unito)
- Festa del Rosario, 1506, 162 × 194.5 cm, olio su tavola (Galleria Nazionale, Praga, Repubblica Ceca)
- Ritratto di giovane veneziano, 1506, 46 × 35 cm, olio su tavola (Palazzo Rosso, Genova, Italia)[85]
- Madonna del Lucherino, 1506, 93.5 × 78.9 cm, olio su tavola di pioppo (Gemäldegalerie, Berlino, Germania)[86]
- Cristo dodicenne tra i dottori, 1506, 64.3 × 80.3 cm, olio su tavola (Museo Thyssen-Bornemisza, Madrid, Spagna)[87]
- Ritratto di veneziana, c. 1506, 29.1 × 23.5 cm, olio su tavola di pioppo (Gemäldegalerie, Berlino, Germania)[88]

#### Norimberga e i capolavori (1507–1520)
- Adamo ed Eva, 1507, 209 × 81 cm (Adamo) e 209 × 80 cm (Eva), olio su tavola (Museo del Prado, Madrid, Spagna)[89][90]
- Ritratto di giovane uomo (fronte) e Allegoria dell'Avarizia (retro), 1507, 35 × 29 cm, olio su tavola di tiglio (Kunsthistorisches Museum, Vienna, Austria)[91]
- Ritratto di ragazza con berretto rosso, 1507, 32.5 × 22.3 cm, olio su pergamena montata su tavola (Gemäldegalerie, Berlino, Germania)[92]
- Martirio dei Diecimila, 1508, 99 × 87.5 × 2.5 cm, olio su tavola, trasferito su tela (Kunsthistorisches Museum, Vienna, Austria)[93]
- Altare Heller, c. 1508–1509, 189 × 138 cm (elemento centrale), tempera e olio su tavola (Museo Storico, Francoforte sul Meno, Germania)
- Sacra Famiglia, 1509, 31 × 39 cm, olio su tavola (Museo Boijmans Van Beuningen, Rotterdam, Paesi Bassi)
- Adorazione della Santissima Trinità (o Altare Landauer), 1511, 135 × 123.4 cm, olio su tavola di tiglio (Kunsthistorisches Museum, Vienna, Austria)[94]
- Madonna col Bambino disteso (o Madonna col Bambino e una pera), 1512, 49.3 × 37.4 × 2.8 cm, olio su tavola di tiglio (Kunsthistorisches Museum, Vienna, Austria)[95]
- Ritratto dell'imperatore Carlo Magno, c. 1511-1513, 215 × 115 cm (inclusa la cornice), olio e tempera su tavola di tiglio (Germanisches Nationalmuseum, Norimberga, Germania)[96]
- Ritratto dell'imperatore Sigismondo, c. 1511-1513, 215 × 115 cm (inclusa la cornice), olio e tempera su tavola di tiglio (Germanisches Nationalmuseum, Norimberga, Germania)[97]
- Madonna del Garofano, 1516, 39.7 × 29.3 cm, olio su pergamena, montata prima su tavola di tiglio e poi di abete (Alte Pinakothek, Monaco di Baviera, Germania)[98][99]
- Ritratto di Michael Wolgemut, 1516, 29.8 × 28.1 cm, olio e tempera su tavola di tiglio (Germanisches Nationalmuseum, Norimberga, Germania)[100]
- Ritratto di un ecclesiastico, 1516, 41.7 × 32.7 cm, olio su pergamena montata su tessuto (National Gallery of Art, Washington, Stati Uniti d'America)[101]
- San Filippo Apostolo (o Testa di San Filippo), 1516, 45 × 38 cm, tempera su tela (Galleria degli Uffizi, Firenze, Italia)[102][103][104]
- San Giacomo Apostolo (o Testa di San Giacomo il Maggiore), 1516, 46 × 37 cm, tempera su tela (Galleria degli Uffizi, Firenze, Italia)[105][106][107]
- Suicidio di Lucrezia, 1518, 168 × 74 cm, olio su tavola di tiglio (Alte Pinakothek, Monaco di Baviera, Germania)[108][109][110]
- Madonna in preghiera, 1518, 53 × 43 cm, olio su tavola di tiglio (Gemäldegalerie, Berlino, Germania)[111][112]
- Ritratto dell'imperatore Massimiliano I, 1519, 86.2 × 67.2 cm, tempera e pergamena su tela (tüchlein) (Germanisches Nationalmuseum, Norimberga, Germania)[113]
- Ritratto dell'imperatore Massimiliano I, 1519, 74 × 62 × 2 cm, olio su tavola di tiglio (Kunsthistorisches Museum, Vienna, Austria)[114]
- Sant'Anna Metterza, c. 1519, 60 × 49.8 cm, olio su tavola di tiglio (Metropolitan Museum of Art, New York, Stati Uniti d'America)[115]
- Ritratto d'uomo, 1520, 40 × 30 cm, tempera su tela montata su tavola (Museo del Louvre, Parigi, Francia)[116]
- Testa di donna, c. 1520, 25.5 × 21.5 cm, tempera su tela (Biblioteca Nazionale, Parigi, Francia)
- Ritratto di Jakob Fugger il Ricco, c. 1520, 69.4 × 53 cm, tempera su tela (tüchlein) (Staatsgalerie Altdeutsche Meister, Augusta, Germania)[117][118][119]

#### Viaggio nei Paesi Bassi (1520–1521)
- Ritratto di Bernhart von Reesen, 1521, 45.5 × 31.5 cm, olio su tavola di quercia (Gemäldegalerie Alte Meister, Dresda, Germania)[120]
- Ritratto d'uomo con pelliccia, 1521, 50.6 × 32.9 cm, olio su tavola di quercia (Isabella Stewart-Gardner Museum, Boston, Stati Uniti d'America)[121]
- San Girolamo nello studio, 1521, 59.5 × 48.5 cm, olio su tavola di quercia (Museo Nazionale d'Arte Antica, Lisbona, Portogallo)[122]
- Ritratto d'uomo con berretto e pergamena, 1521, 50 × 36 cm, olio su tavola (Museo del Prado, Madrid, Spagna)[123]

#### Ultima fase (1521–1528)
- Sant'Anna Metterza, 1523, 75 × 64.5 cm, olio su tavola (Museo Collezione Carroll-Porczyński, Varsavia, Polonia)
- Vergine della Pera, 1526, 43 × 31 cm, olio su tavola (Galleria degli Uffizi, Firenze, Italia)[124]
- Ritratto di Jakob Muffel, 1526, 48 × 36 cm, olio su tavola, trasferito su tela (Gemäldegalerie, Berlino, Germania)
- Ritratto di Hieronymus Holzschuher, 1526, 51 × 37.1 cm, olio su tavola di tiglio (Gemäldegalerie, Berlino, Germania)[125]
- Ritratto di Johann Kleberger, 1526, 36.5 × 36.5 cm, olio su tavola di tiglio (Kunsthistorisches Museum, Vienna, Austria)[126][127]
- Quattro Apostoli, 1526, 212.8 × 76.2 cm (Giovanni e Pietro) e 212.4 × 76.3 cm (Marco e Paolo), olio su tavola di tiglio (Alte Pinakothek, Monaco di Baviera, Germania)[128][129]
- Salita al Calvario, 1527, 22.7 × 47.9 cm, olio su tavola (Accademia Carrara, Bergamo, Italia)[130]